# Héraclès
Pour les articles homonymes, voir Héraclès (homonymie).
« Hercule » redirige ici. Pour les autres significations, voir Hercule (homonymie).
Héraclès (en grec ancien Ἡρακλῆς / Hēraklễs, signifiant « Gloire d'Héra »), de son premier nom Alcide, fils de Zeus et d’Alcmène, est l'un des héros les plus vénérés de la Grèce antique. La mythologie grecque lui prête un très grand nombre d’aventures qui le voient voyager à travers le monde connu des Doriens puis dans toute la Méditerranée, à partir de l’expansion de la Grande-Grèce, jusqu’aux Enfers. Les plus célèbres de ses exploits sont les Douze Travaux. Il est mentionné dans la littérature grecque dès Homère.
Héraclès correspond à l’Hercule de la mythologie romaine, et il est identifié au Melkart phénicien, à l'Hercle étrusque et au Kakasbos en Asie Mineure. L’Hercule des Romains est parfois dépeint comme moins violent que son alter ego grec dans les récits où il intervient et connaît quelques aventures se déroulant spécifiquement en Italie.

## Mythe
Des nombreuses sources conservées de la mythologie grecque, seuls deux auteurs nous rapportent entièrement la vie d'Héraclès : le Pseudo-Apollodore dans son ouvrage la Bibliothèque et Diodore de Sicile dans son quatrième livre de la Bibliothèque historique. Tous deux suivent la même trame : une vie scindée en trois parties, donnant une place centrale aux Travaux d'Héraclès autour desquels se place avant la vie à Thèbes et après les expéditions punitives du héros.

### Avant les Travaux

#### Conception et naissance

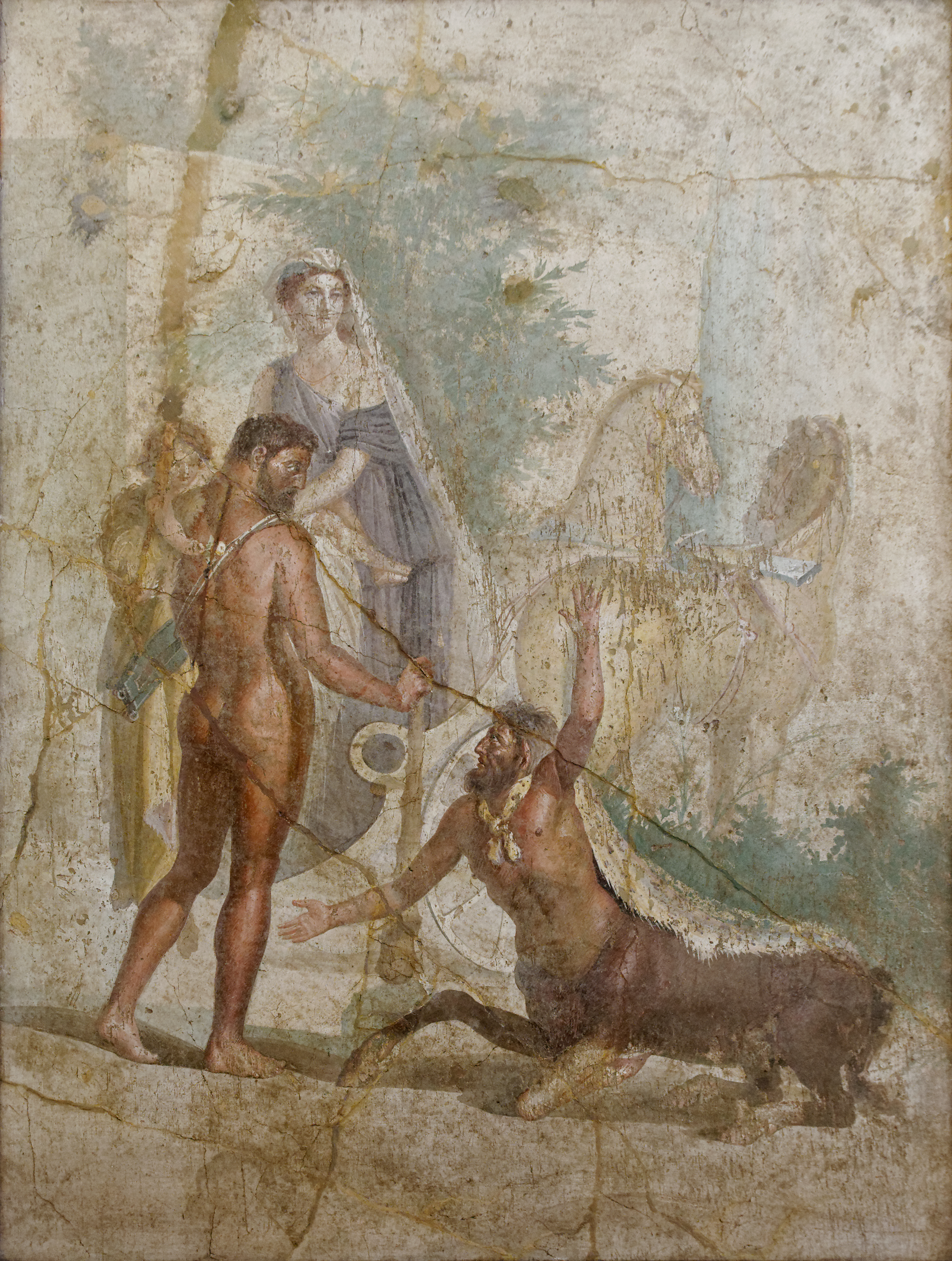
Héraclès, portant son fils Hyllos, regarde le centaure Nessos, qui s'apprête à transporter Déjanire de l'autre côté de la rivière. Fresque antique de Pompéi.

Héraclès naît à Thèbes, ou à Tirynthe, de Zeus et d'Alcmène, descendante du héros Persée et femme du roi Amphitryon. Le roi des dieux a en effet décidé d'avoir un fils capable de venir en aide aux hommes comme aux dieux. Profitant de l'absence du mari, en guerre contre les Taphiens et les Téléboéens, Zeus descend de l'Olympe et, prenant l'aspect d'Amphitryon, passe sa nuit avec Alcmène après avoir persuadé Hélios, dieu du soleil, de ne pas se lever pendant trois jours, faisant ainsi durer sa nuit avec la femme d'Amphitryon. Dans la même nuit, Alcmène va également avoir un rapport avec son mari de retour de campagne. Aristote, dans Histoire des animaux, lui donne 72 enfants dans sa descendance, dont une seule fille.
Alors qu'elle va accoucher, Zeus promet que l'enfant à naître ce jour-là régnera sur tous ses voisins. Pour se venger des infidélités de son mari, Héra retarde la délivrance d'Alcmène en retenant les Ilithyes, déesses de l'accouchement, et elle demande aux Moires d'aller chez Alcmène et de croiser ses jambes, ce qui l'empêche d'accoucher d'Héraclès ; elle fait naître avant terme Eurysthée, fils du roi Sthénélos d'Argos. Ainsi, Eurysthée reçoit la royauté de l'Argolide à la place d'Héraclès. Alors qu'Alcmène est incapable d'enfanter et au supplice, une de ses servantes les plus fidèles, Galanthis, va trouver les Ilithyes pour leur annoncer qu'elles ont échoué et qu'Alcmène a réussi à accoucher. Les Ilithyes rappellent alors les Moires, et Alcmène peut accoucher ; elle donne naissance à deux enfants : Héraclès, fils de Zeus, et Iphiclès, fils d'Amphitryon. Ils naissent tous deux jumeaux avec un jour d’écart. Galanthis est punie par Héra, qui la transforme en belette, et plus tard, Héraclès fera construire en son honneur un sanctuaire à Thèbes.

#### Enfance

Héraclès enfant avec le serpent. Musée Correr.

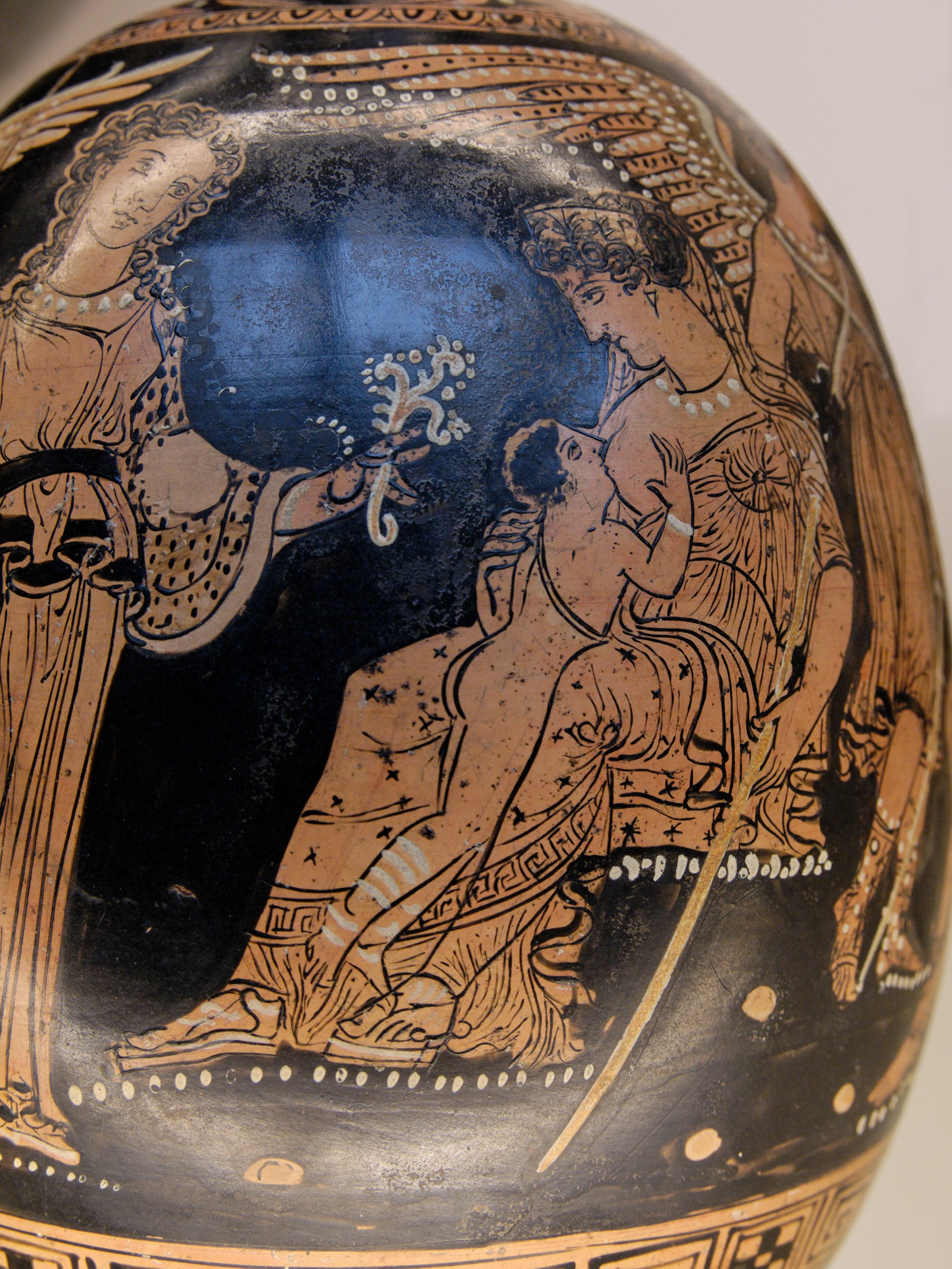
Héra allaitant Héraclès, lécythe aryballisque apulien, v. 360--350, British Museum.

Peu de temps après la naissance d’Héraclès, Hermès enlève l’enfant et le place dans le lit d’Héra endormie : aucun des fils de Zeus ne peut devenir immortel s'il n'a tété au sein de la déesse. Affamé, le bébé s'approche de celle-ci et commence à téter. Se réveillant, Héra aperçoit l'enfant et indignée, le repousse ; le lait divin se répand dans le ciel en une traînée blanchâtre, la Voie lactée. Dans une autre version, Alcmène abandonne son enfant par crainte de la vengeance d'Héra. Athéna convainc cette dernière d'allaiter le bébé, mais Héraclès tète trop goulûment et Athéna doit le rendre à sa mère.
Alors qu'Héraclès est encore bébé, Héra envoie des serpents pour le tuer, mais celui-ci les étrangle sans difficulté. Alertés par les cris des femmes, Alcmène et Amphitryon accourent et trouvent les serpents morts. Amphitryon convoque alors le devin Tirésias, qui prophétise les hauts faits du héros et son apothéose.
Dans une autre version, Amphitryon dépose lui-même les serpents pour découvrir lequel des deux enfants est le sien et lequel est le fils de Zeus. Ce récit implique qu'Amphitryon soit au courant de l'infidélité de sa femme. Sur quelques vases de Grande-Grèce, on le voit d'ailleurs empiler du bois autour d'un autel près duquel Alcmène s'est réfugiée ; il s'apprête à y mettre le feu quand Zeus envoie un éclair pour dissuader Amphitryon et deux nuages pour éteindre les flammes.
Selon certains récits, Héraclès porte d'abord le nom d'Alcide (en grec Ἀλκείδης / Alkeídēs, dérivé d'ἀλκή / alkḗ, « force, vigueur ») ; Héra le rebaptise Héraclès, c'est-à-dire « gloire d'Héra », car c'est à ses ordres que le héros a acquis sa renommée et surtout Héra va lui soumettre les épreuves qui vont forger sa gloire et la faire rejaillir sur elle. Alternativement, c'est la Pythie de Delphes qui lui conseille de changer de nom après qu'il a tué ses enfants, poussé par Héra qui l'a rendu fou ; il prend ce nom de manière propitiatoire après avoir expié son crime. Diodore de Sicile affirme que le nom original du héros était Alcée (en grec Ἀλκαῖος / Alkaîos), en référence à son grand-père paternel Alcée fils de Persée ; la responsabilité du changement de nom incombe alors soit à la Sibylle, soit aux Argiens.

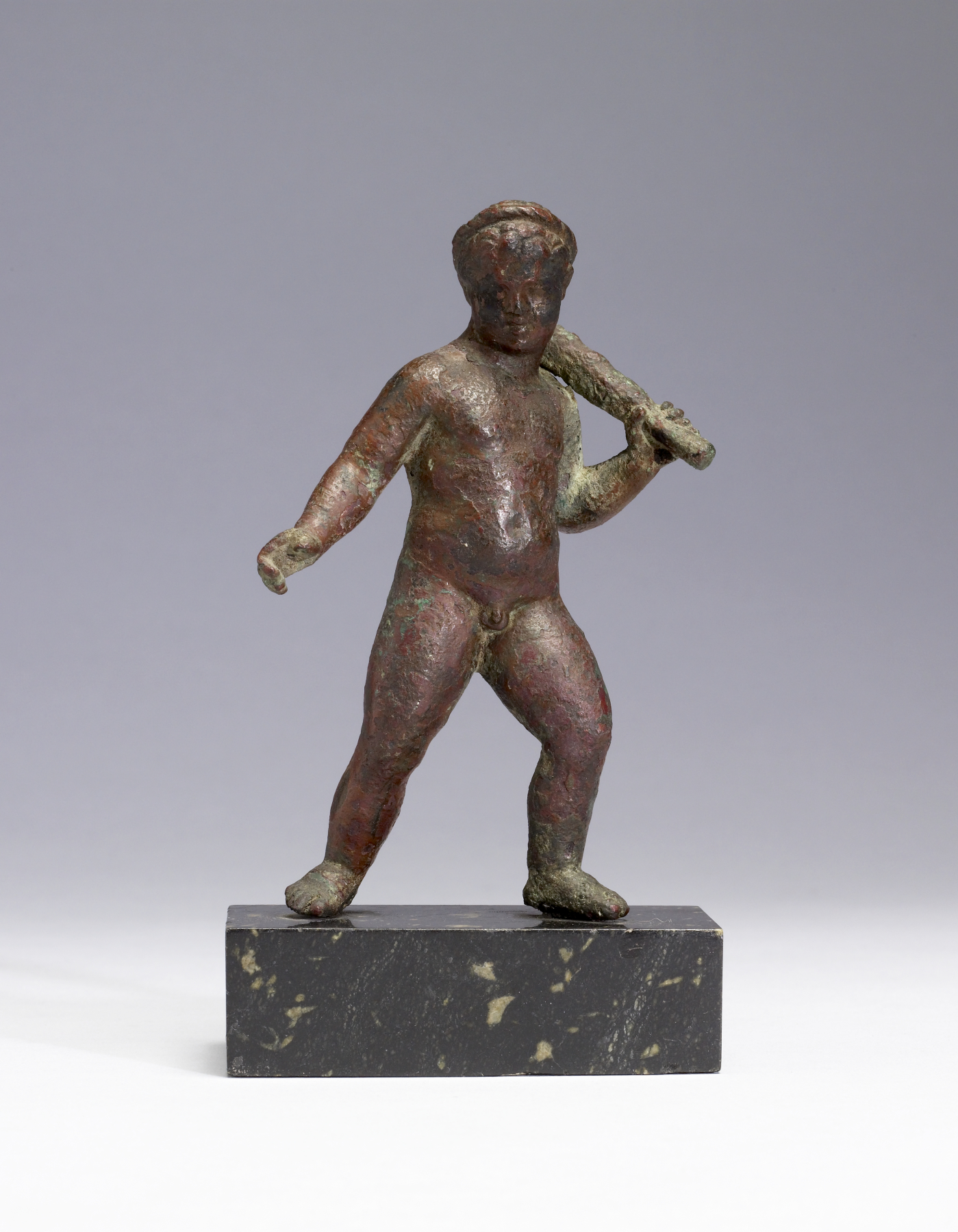
Statuette en bronze. Jeune Héraclès tenant sa massue. Anonyme (artiste romain), copie d'après un original grec, Ier siècle de notre ère. Original : 332--330.

#### Formation
Comme beaucoup de héros grecs, Héraclès est l'élève du centaure Chiron. Des sources tardives lui donnent un grand nombre de maîtres : Castor (originaire d'Argos, à ne pas confondre avec Castor le Dioscure) pour le maniement des armes, Amphitryon pour la conduite des chars, Eurytos ou encore Rhadamanthe pour le tir à l'arc.
Linos enseigne les lettres et la musique à Héraclès et Orphée. Contrairement à son demi-frère, le héros est indiscipliné et turbulent ; frappé par Linos, Héraclès tue celui-ci à coups de tabouret ou, selon la version, à coups de lyre. Héraclès est accusé de meurtre, puis acquitté après avoir invoqué une sentence de Rhadamanthe consacrant le principe de légitime défense. Parce que la fougue d'Héraclès et son manque de maîtrise de soi deviennent une menace, Amphitryon l’éloigne de la cour. Le héros est envoyé surveiller ses troupeaux à la campagne où son éducation est reprise par Teutoros, un bouvier scythe qui lui enseigne le tir à l’arc. Il se signale déjà par sa force et sa stature : il atteint la taille considérable de quatre coudées.

#### Chez Thespios

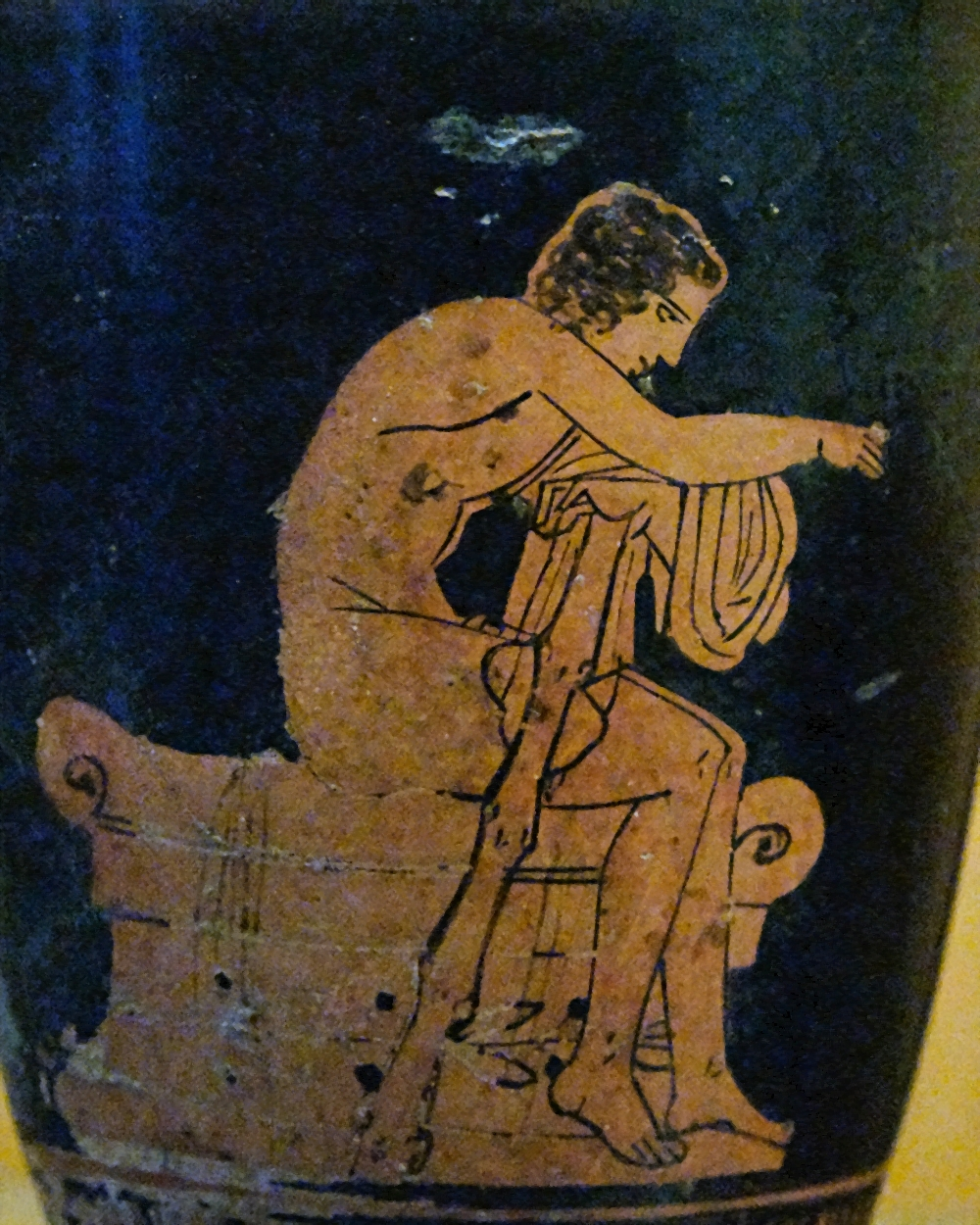
Le jeune Héraclès, tenant sa massue, assis sur un autel, 450--400, musée régional archéologique de Palerme.

À 18 ans, Héraclès est invité par le roi Thespios, souverain de Thespies. Soucieux d'avoir le héros comme père de ses petits-enfants, Thespios lui envoie chaque soir l'une de ses cinquante filles ; Héraclès croit retrouver toujours la même jeune fille et devient ainsi le père de cinquante fils, les Thespiades. Dans d'autres versions, l'exploit est accompli au cours de cinq nuits,, voire d'une seule nuit. Dans ce dernier récit, l'une des filles de Thespios refuse d'entrer dans la couche d'Héraclès ; elle est punie en devenant prêtresse du héros et vouée à la virginité perpétuelle ; les Thespiades sont au nombre de cinquante-et-un, l'aînée et la cadette des filles de Thespios donnant naissance à des jumeaux.
Selon l'un des récits, la raison première de la venue à Thespies d'Héraclès est le lion du mont Cithéron, qui ravage les troupeaux d'Amphitryon et de Thespios. Héraclès abat l'animal, le dépèce et se couvre la tête de sa peau en guise de casque.

#### La guerre contre les Minyens
Périérès, le conducteur du char de Ménécée (roi de Thèbes et père de Créon), blesse mortellement Clyménos, roi d’Orchomène, en lui lançant une pierre alors qu'il se trouve dans le sanctuaire d’Onchestos, pendant l'une des fêtes de Poséidon. Avant d’expirer, Clyménos fait promettre à son fils, Erginos, de le venger. Erginos vainc le roi Créon et oblige ce dernier à lui fournir annuellement, et durant vingt ans, un cheptel de cent bêtes. Afin de percevoir cette redevance, Erginos envoie annuellement une délégation.
Après son exploit sur le mont Cithéron, Héraclès redescend vers Thèbes et croise la route de ces émissaires. Ne supportant pas l’humiliation imposée à Créon, Héraclès tranche le nez et les oreilles à chacun d’eux et en fait un pendentif ; les percepteurs sont ainsi réexpédiés au palais d’Erginos.
Furieux, Erginos marche contre Thèbes. Équipé d'armes données par Athéna, Héraclès mène les siens au combat et remporte la victoire, malgré la mort d'Amphitryon pendant les combats. Le héros impose aux Minyens d'Orchomène le double du tribut infligé à Thèbes.

### Les Travaux

#### La folie d’Héraclès

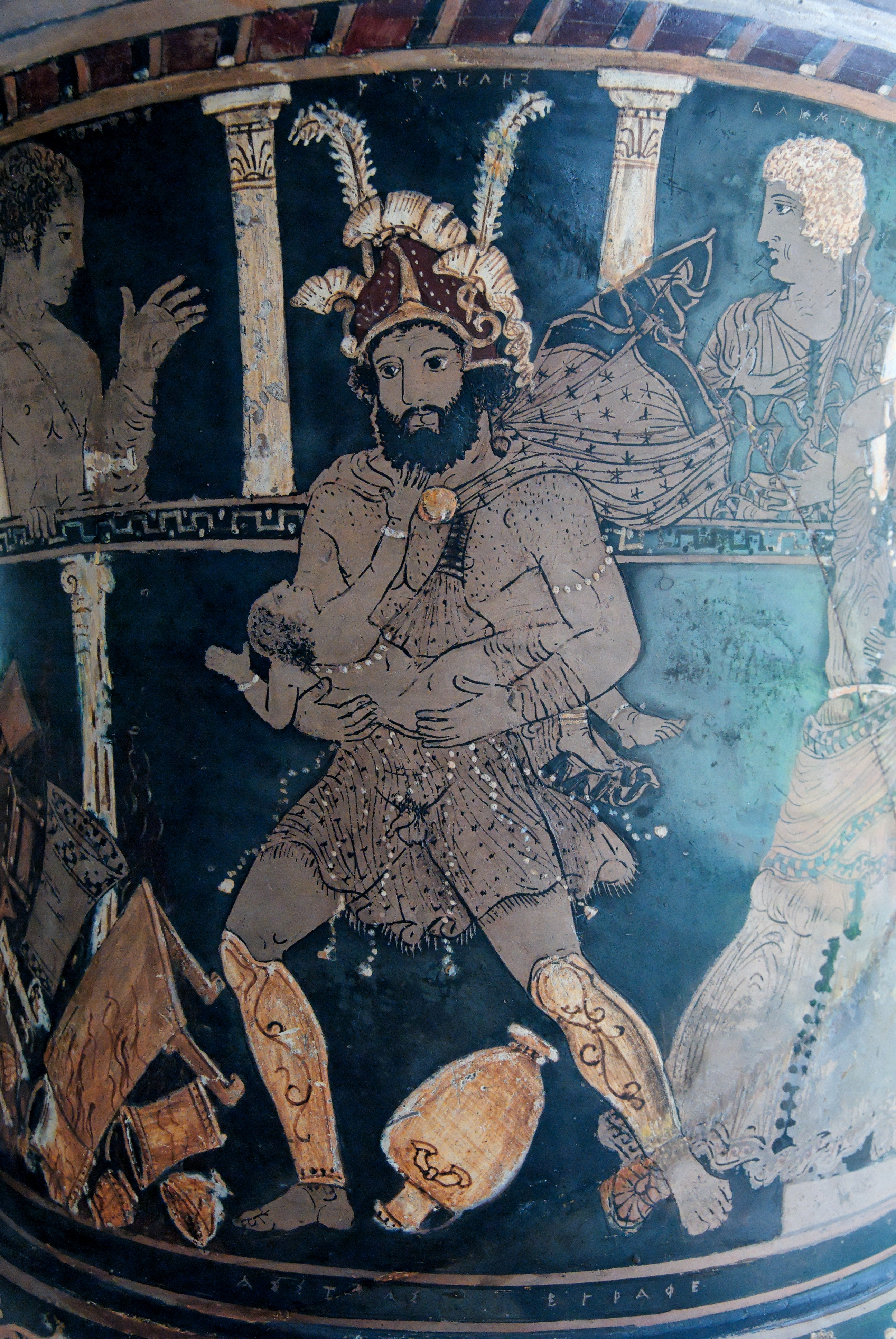
La folie d'Héraclès, œuvre d'Asteas probablement inspirée par la tragédie d'Euripide, vers -340, musée national archéologique de Madrid.

En récompense de sa victoire contre Erginos, Créon donne à Héraclès la main de sa fille Mégara, dont il a plusieurs enfants : les Chalkoarai. Leur nombre varie de deux à huit suivant les auteurs.
Dans la version la plus ancienne, Héraclès devenu fou jette ses enfants au feu. À son réveil, Héraclès retourne chez Thespios pour être purifié puis, après avoir consulté l'oracle de Delphes, va à Tirynthe pour servir Eurysthée. Cet accès de folie est généralement attribué à Héra, qui veut l'obliger à se mettre au service d'Eurysthée.
Selon Euripide, l'épisode est lié à l'usurpation du trône de Thèbes par Lycos, fils de Dircé. En l'absence d'Héraclès, descendu aux Enfers pour chercher Cerbère, Lycos assassine Créon et ses fils. À son retour, Héraclès tue Lycos. Frappé par Iris et Lyssa (la Folie), envoyées par Héra, le héros devient la proie d'une rage meurtrière qui le pousse à massacrer ses enfants, les prenant pour ceux d'Eurysthée. Mégara tente de sauver ses enfants, mais elle rejoint elle aussi le rang des victimes. À son réveil, Héraclès redevenu lucide songe d'abord à se suicider. Thésée, qui vient d'arriver, le convainc de n'en rien faire et l'emmène à Athènes.
Pour Ovide et Hygin, Hercule va d'abord voir Nélée, roi de Pýlos et son cousin (un fils de Poséidon), pour que celui-ci le purifie de ses meurtres mais Nélée refuse. Furieux, Hercule tue Nélée et ses fils à l'exception de Nestor qui était absent. Il ira ensuite voir Eurysthée qui se demande d'abord quoi faire, craignant de subir le même sort que Nélée, et qui lui donnera finalement les travaux sous le conseil d'Héra,.

#### Exploits

Hercule combattant le géant Géryon. Relief sculpté découvert sur le site de la villa romaine de Chiragan. Conservé au musée Saint-Raymond de Toulouse.

Par le nombre de ses hauts faits, Héraclès se distingue de la plupart des héros grecs, comme Persée, Thésée ou Bellérophon, dont la carrière est centrée autour d'un exploit unique. Les plus connus sont les Douze Travaux, entrepris sur l'ordre d'Eurysthée :

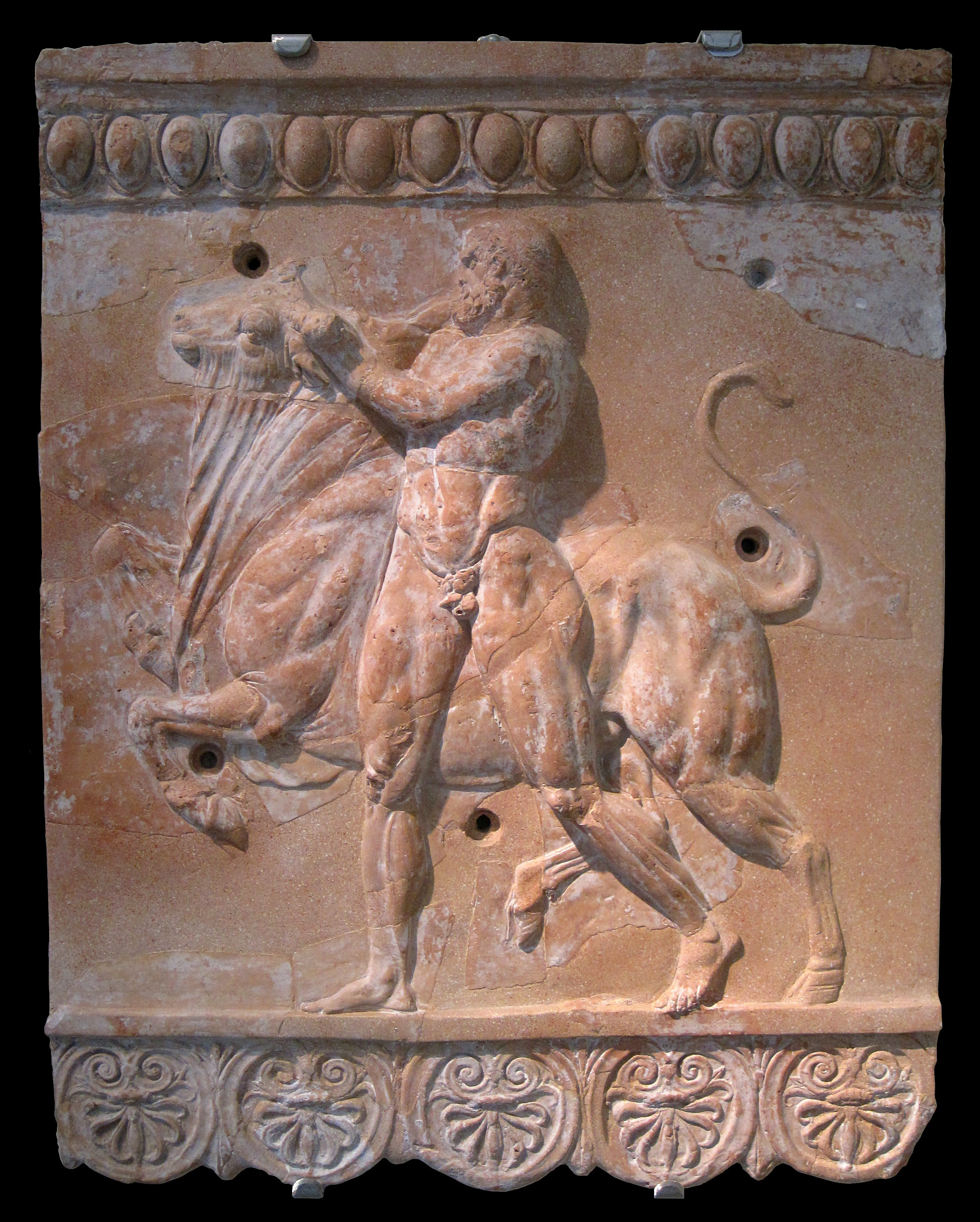
Héraclès capturant le taureau crétois de Minos.

- tuer et dépecer le Lion de Némée ;
- tuer l'Hydre de Lerne ;
- capturer le sanglier d'Érymanthe ;
- vaincre à la course la Biche de Cérynie (la « biche aux pieds d'airain ») ;
- abattre les oiseaux du lac Stymphale ;
- capturer le taureau crétois de Minos ;
- dompter les juments de Diomède ;
- ramener la ceinture dorée d'Hippolyte, la reine des Amazones ;
- nettoyer les écuries d'Augias ;
- voler les bœufs de Géryon ;
- cueillir les pommes d'or des Hespérides ;
- enchaîner Cerbère.

C'est au cours de la chasse du lion de Némée qu'il acquiert ses principaux attributs : la massue taillée dans le tronc d'un olivier sauvage et la léonté, la peau de lion.

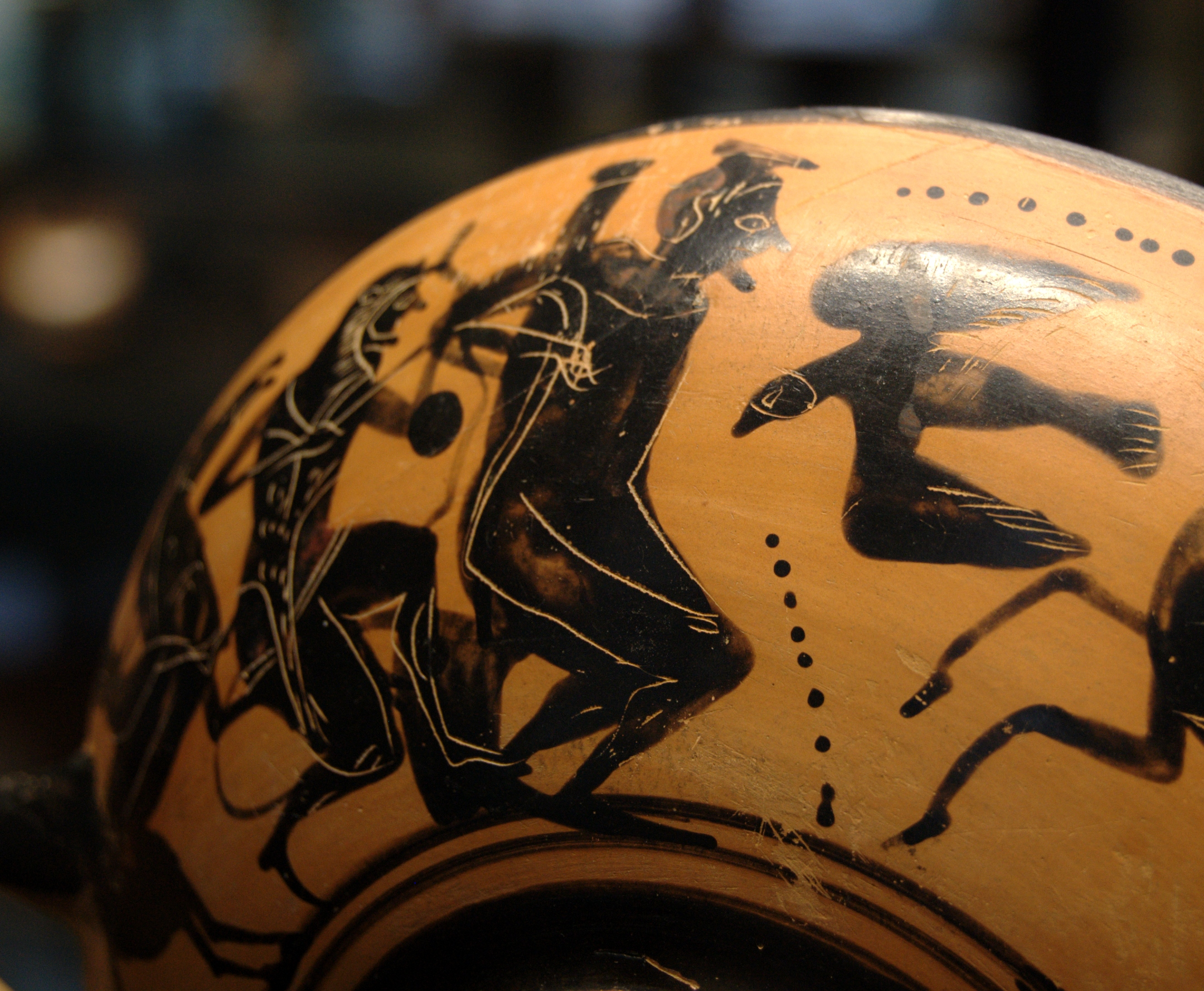
Héraclès libérant Prométhée enchaîné. Face A d'une coupe béotienne (?) à figures noires, v. -500

Des aventures secondaires se sont greffées plus ou moins artificiellement sur les Douze Travaux :
- délivrer Thésée des Enfers ;
- le combat mené contre les centaures alors que le héros est hébergé par Pholos ;
- la lutte contre le centaure Eurytion ;
- la résurrection d'Alceste ;
- le combat contre Cycnos et Arès ;
- le combat contre le roi d'Égypte Busiris ;
- la lutte contre Antée et le combat contre les Pygmées ;
- le combat contre Émathion, fils de l'Aurore ;
- la délivrance de Prométhée ;
- le combat contre Lycaon ;
- le combat contre Alcyonée lors de la Gigantomachie ;
- le concours de tir à l'arc avec le roi Eurytos ;
- la captivité chez Omphale et la capture des Cercopes ;
- la captivité chez Sylée ;
- le combat contre Lityersès ;
- il est également évoqué dans l'expédition des Argonautes[50].

### Après les Travaux

#### Expéditions
Héraclès prend également part à plusieurs expéditions qui constituent autant de cycles et d'exploits.
La première prend sa source dans une aventure survenue après la quête de la ceinture d'Hippolyte : Héraclès a tué un monstre marin qui ravageait la ville de Troie, sauvant au passage la princesse Hésione qui allait lui être sacrifiée. Le roi Laomédon, revenant sur la promesse initiale de lui offrir quelques-uns de ses chevaux, refuse de lui verser son salaire. Une fois les Douze Travaux terminés, Héraclès monte une expédition de six nefs chargées d'un petit nombre d'hommes pour châtier le mauvais payeur : après avoir fait la guerre au roi Laomédon et ses fils, qu'il tue, il prend Troie. À l'exception de Priam, personne n'est épargné. Au cours de son deuxième séjour dans la cité, il s'unit à Augé, qui lui donnera Télèphe.
Pendant son trajet de retour, Héra demande au dieu Hypnos d'endormir Zeus, puis profite du sommeil de son mari pour déclencher une tempête qui jette le vaisseau sur la côte de Cos. Les habitants de l'île, croyant à un débarquement de pirates, attaquent Héraclès et son équipage à coups de pierre ; le héros tue alors Eurypyle, roi de l'île, et s'unit à sa fille, Chalciope, qui lui donnera Thessalos.

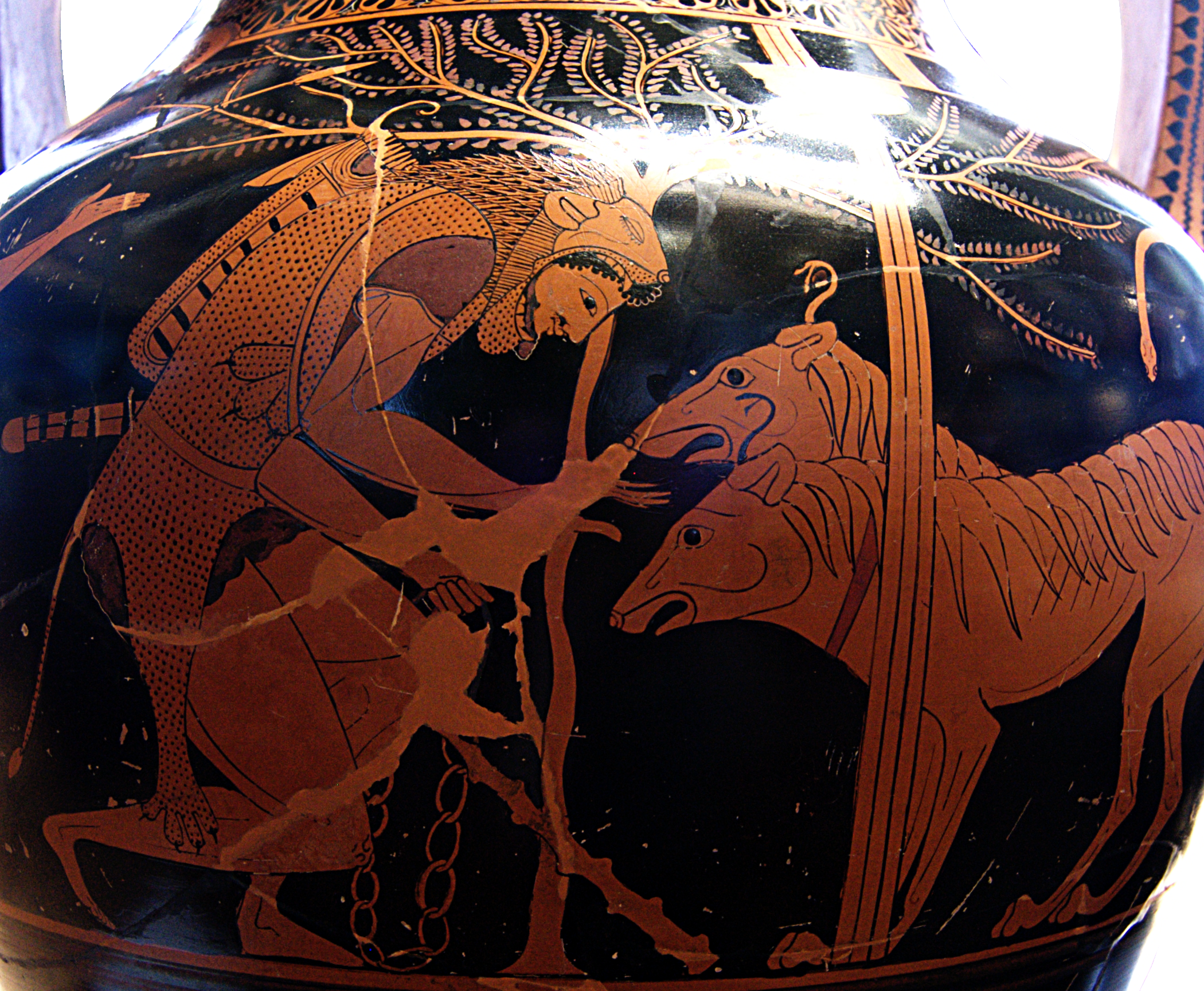
Héraclès et Cerbère, amphore de la région de l'Attique par Andokides, 530--520

Le second cycle est celui de la guerre contre Augias, qui a refusé de payer son dû après que le héros a nettoyé ses écuries. Là encore, Héraclès monte une expédition, mais son armée est massacrée par les Molionides, qui profitent d'une maladie du héros pour attaquer son camp par surprise. À son tour, Héraclès les surprend dans une embuscade, puis attaque de nouveau Augias et le tue. C'est au terme de ces aventures qu'Héraclès fonde les Jeux olympiques, après avoir délimité par des palissades l'enceinte sacrée de l'Altis, le sanctuaire de Zeus.
Le troisième cycle est celui de l'expédition contre Pylos où, pour se venger du refus de Nélée de le purifier après le meurtre d'Iphitos, Héraclès assiégea la ville et tua son roi ainsi que tous ses enfants hormis Nestor qui se trouva être absent.
À ce propos, Dioné raconte dans l’Iliade comment Héraclès blesse Hadès d'une flèche à l'entrée des Enfers grecs et « le laisse au milieu des morts » ; Hadès doit monter dans l'Olympe pour se faire soigner par Péan. Les commentateurs antiques ont fourni plusieurs explications à ce passage curieux : l'épisode peut prendre place lors de la descente aux Enfers du héros pour capturer Cerbère. Ce pourrait également être une allusion à l'attaque d'Héraclès contre les Pyliens, qui ont apporté leur soutien à Orchomène contre Thèbes, ou encore au massacre des fils de Nélée à Pylos par le héros. Dans ce même chant de l'Iliade, Homère fait mention d'un tir de flèche à trois pointes décochée par Héraclès blessant Héra au sein droit.
Le dernier cycle est celui d'Œchalie. Voulant se venger de n'avoir pas obtenu la main d'Iole, la fille d'Eurytos, qu'il avait gagnée dans un concours de tir à l'arc, Héraclès mena une expédition contre le roi. Laissant Déjanire, sa dernière épouse, à Trachis, il partit vers Œchalie (Thessalie ou Eubée) à la tête d'une armée d'alliés. Un violent combat s'engagea, dans lequel deux des fils de Céyx furent tués. Héraclès remporta la victoire et tua Eurytos ainsi que tous ses fils. Iole, qui tenta de s'enfuir en se précipitant du haut des remparts, fut soutenue dans l'air par le vent qui enfla sa robe, et redescendit sans se blesser. Elle devint la concubine du héros, qui l'envoya à Trachis avec d'autres prisonniers.

#### Mort et apothéose

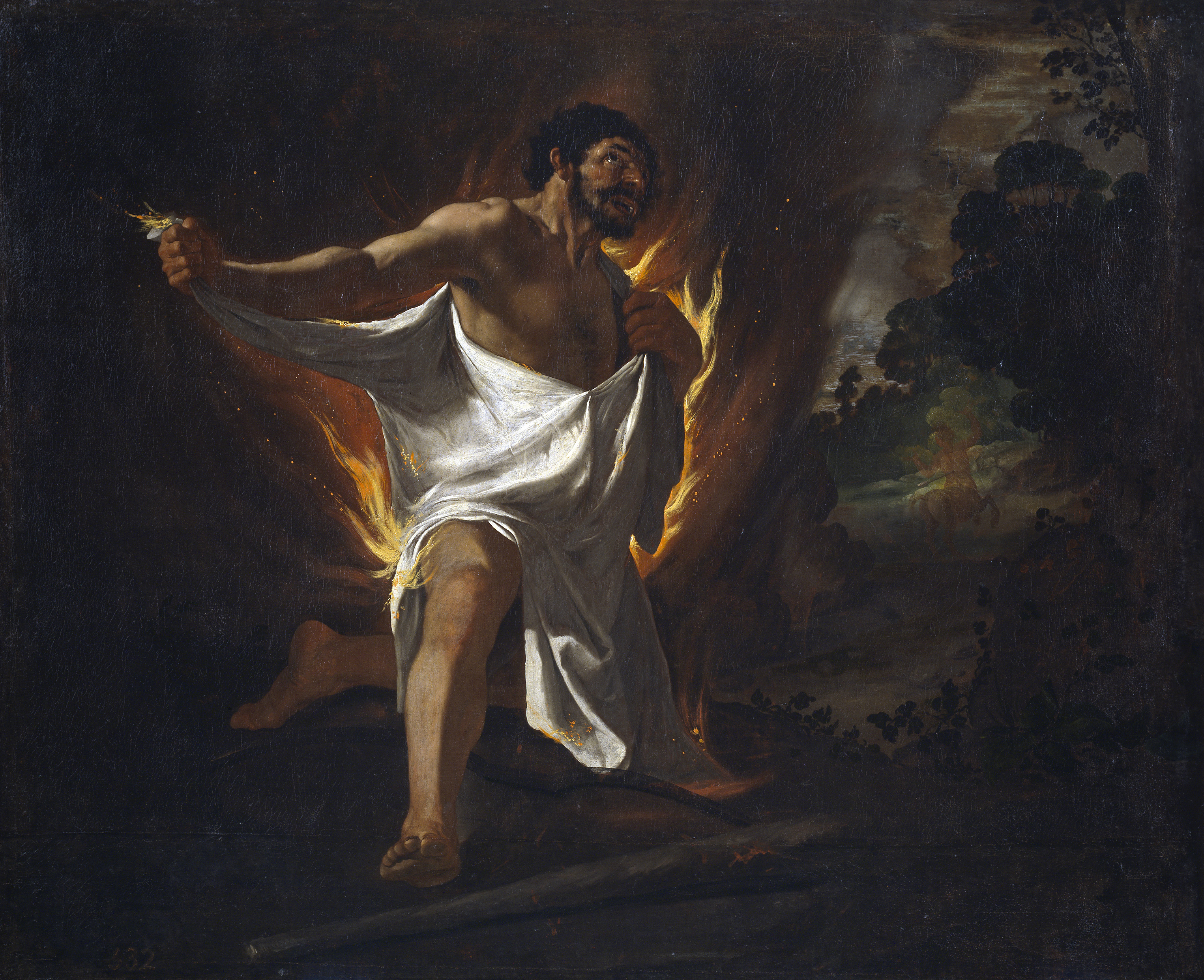
Mort d'Héraclès, Francisco de Zurbarán, 1634, museo del Prado.

Héraclès épousa ensuite Déjanire, fille d'Œnée. Sophocle, dans Les Trachiniennes, relate la façon dont Déjanire remit une tunique empoisonnée qui allait être fatale à Héraclès. Au cours d'un voyage, face au grand fleuve Événos en proie à une crue exceptionnelle, Héraclès vit que, s'il pouvait facilement le franchir, il ne pouvait le faire en portant Déjanire. Se présenta alors à eux un centaure nommé Nessos qui gagnait son salaire en faisant franchir le fleuve aux voyageurs ; il offrit de porter Déjanire, tandis qu’Héraclès nagerait de son côté. Lorsqu'Héraclès arriva, il vit que Nessos tentait d'abuser de Déjanire. Il prit alors une flèche enduite du poison de l'Hydre de Lerne et la décocha entre les omoplates de Nessos. À l'agonie, ce dernier dit à Déjanire de recueillir son sang qui servira de charme au cœur d'Héraclès afin de s'assurer de sa fidélité. Déjanire obéit.
Bien plus tard, Déjanire, craignant de perdre son époux qui s'était épris d'Iole, la fille du roi Eurytos, remit une tunique enduite du sang de Nessos à Lichas et insista pour qu'il la transmette à Héraclès et qu'il la revêtît. Héraclès sentit cependant que le vêtement le brûlait ; tentant de s'en défaire, il constata que sa peau partait avec, en lambeaux. Il tomba alors dans le piège auquel Déjanire s'était laissé prendre : le sang du centaure était souillé par le poison de l'Hydre de Lerne, qui avait tué Nessos et qui maintenant lui rongeait la chair.

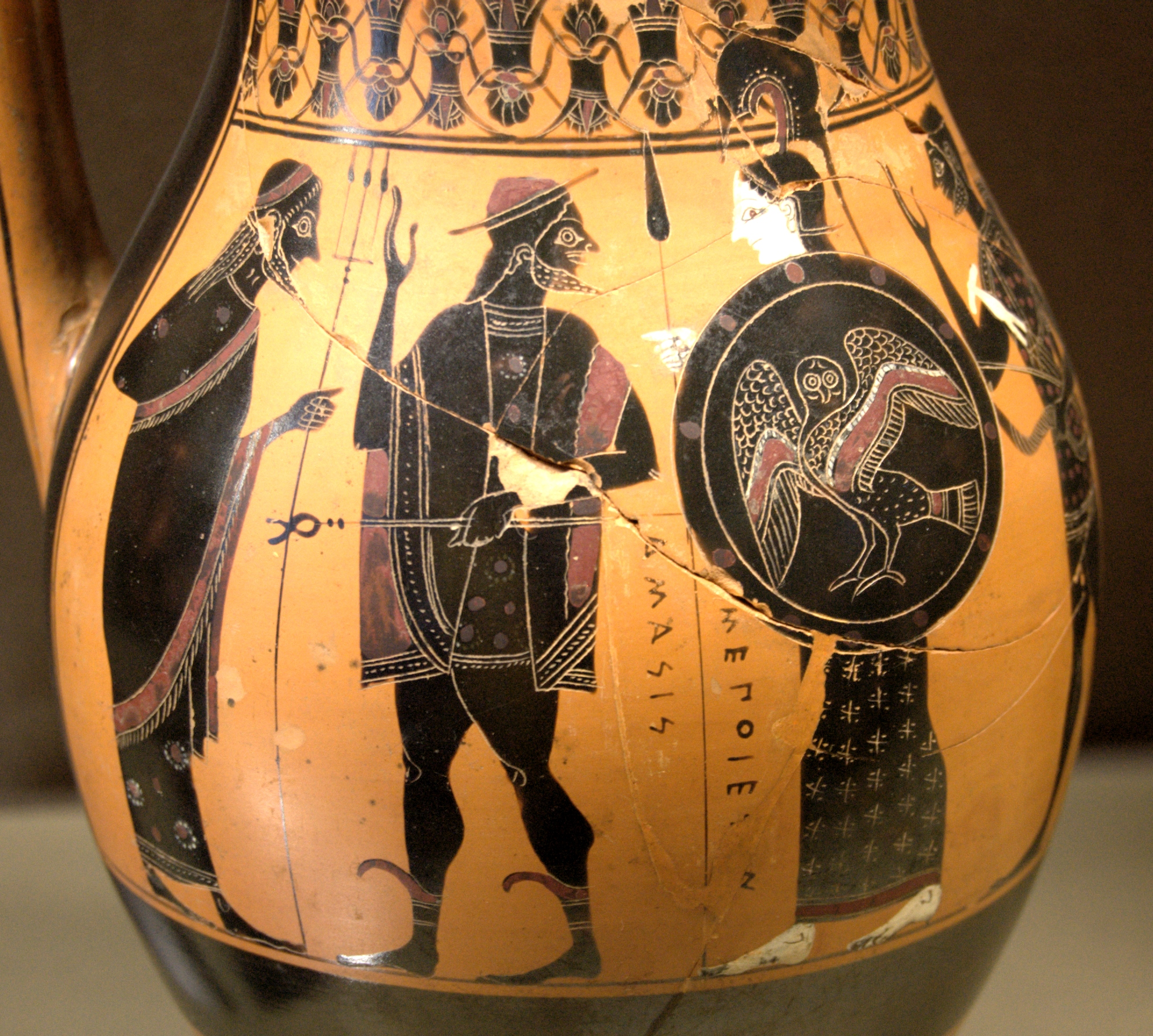
Entrée d'Héraclès (tout à droite) dans l'Olympe, accueilli par Poséidon, précédé d'Hermès et Athéna, olpè d'Amasis et du Peintre d'Amasis, 550-530 av. J.-C., musée du Louvre.

Son fils Hyllos alors présent, et ayant vu dans quel état était son père, s'en alla à la demeure familiale pour informer sa mère des conséquences de son acte. Déjanire, alors épouvantée par son action, ne sut trouver les mots et partit. Hyllos, devant son silence, qui était pour lui signe d'aveux, la tança vertement. Par la suite, Déjanire se suicida à l'aide d'une lame à double tranchant sur le lit d'Héraclès. Hyllos la découvrit alors inerte et se rendit compte que c'était lui qui, par sa colère, l'avait conduite à cet acte. Il apprit trop tard des gens de la maison qu'elle avait agi contre son gré sous l'inspiration du centaure.
Pour mettre fin à sa souffrance, Héraclès demanda à son fils Hyllos d'ériger un bûcher sur le mont Œta et de l'y déposer dans les flammes comme remède immédiat à ses maux. Zeus (ou Athéna ou Hermès selon les versions) le fit monter sur l'Olympe parmi les dieux.
Sur l'Olympe, Héraclès put se réconcilier avec Héra, devint immortel et fut consacré dieu des éphèbes. Il y épousa en outre la déesse de la jeunesse, Hébé, et ils eurent ensemble deux enfants : Alexiarès et Anicétos. Selon d'autres versions, sa « mort » n'aurait été qu'un passage nécessaire pour se séparer des éléments hérités de sa mère mortelle, Héraclès ayant gagné son immortalité dans son enfance après avoir tété le lait d'Héra.

### Amours
Le goût d'Héraclès pour les femmes est connu et lui a valu le qualificatif de φιλογύνης / philogúnês, philogyne (« aimant les femmes »), mais les mythes évoquent également plusieurs relations avec des hommes.

#### Femmes

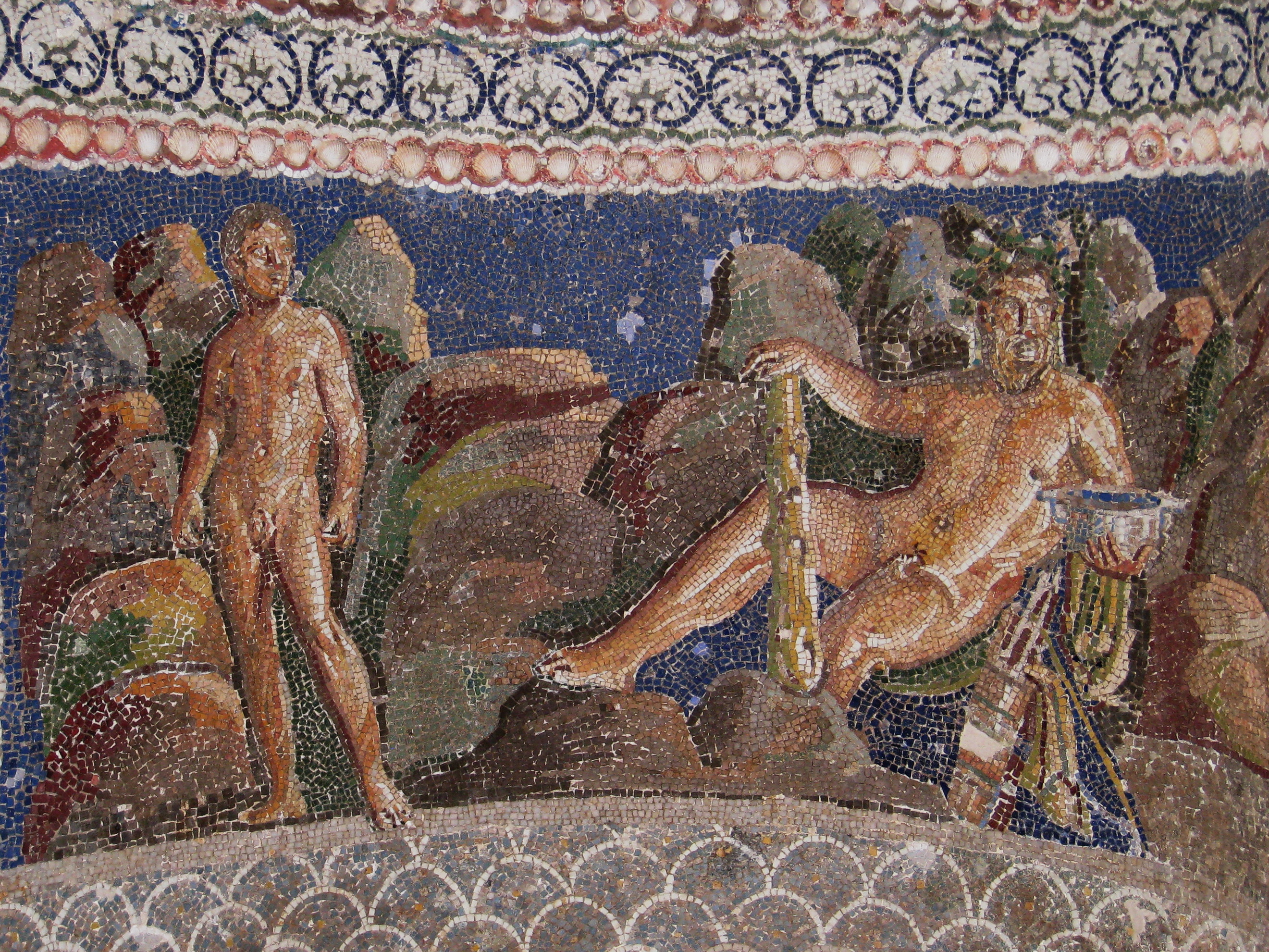
Mosaïque du Ier siècle av. J.-C. représentant Hercule et Iolaus, Musée national romain, Rome.

Héraclès s'est marié quatre fois au cours de sa vie. Sa première épouse fut Mégara. Plus tard, devenu esclave, il fut affranchi par Omphale, reine de Lydie, et l'épousa. Il se battit ensuite contre le dieu-fleuve Achéloos pour l'amour de Déjanire. Après sa mort, il se maria sur l'Olympe avec la déesse de la jeunesse Hébé.

#### Hommes
Héraclès a connu plusieurs relations homosexuelles (ou pédérastiques, relevant de rites initiatiques bien attestés dans la Grèce ancienne). Ses éromènes les plus connus sont Iolaos, son neveu, et Hylas.
Iolaos, conducteur du char d'Héraclès et compagnon d'armes de plusieurs de ses travaux, entretient une relation avec lui dans plusieurs versions. Plutarque, dans son Erotikos (Dialogue sur l'amour), indique qu'Iolaos fut l'éromène d'Héraclès et que les couples d'hommes, jusqu'à son époque, viennent honorer le tombeau d'Iolaos et s'y échangent des serments de fidélité et des gages de bonne foi.
Héraclès recueille Hylas, fils de Théodamas, après avoir tué son père, et Hylas devient son éromène. Mais le jeune homme est enlevé par des nymphes des eaux pendant la quête de la toison d'or, alors qu'il est allé puiser de l'eau à une source où vivent ces nymphes. Héraclès, bouleversé par sa disparition, laisse les Argonautes repartir sans lui afin de poursuivre ses recherches, mais ne le retrouve jamais.
Un autre éromène d'Héraclès intervient dans le récit que fait le Pseudo-Apollodore de son combat contre Diomède le Thrace et ses juments cannibales. Les Bistones viennent prêter main-forte à Diomède. Héraclès, pour les combattre, doit confier les juments cannibales à la garde de son éromène, Abdéros, que les juments jettent à terre et traînent sur le sol derrière elles. Après avoir tué Diomède et mis en fuite les Bistones survivants, Héraclès, affligé par la perte de son aimé, élève un tombeau en l'honneur d'Abdère et fonde à proximité une cité qu'il nomme Abdère.
Héraclès est également amoureux d'Admète selon Plutarque dans le Dialogue sur l'amour, et l'auteur indique que c'est pour faire plaisir à Admète qu'Héraclès sauve du trépas son épouse Alceste.
Une scholie aux Argonautiques d'Apollonios de Rhodes commentant le vers 1207 du chant I — début du passage concernant la disparition d'Hylas — propose une liste des aimés d'Héraclès : « Hylas, Philoctète, Diomos, Perithoas et Phrix, qui donna son nom à une ville de Libye. » Diomos est également mentionné par le lexique d'Étienne de Byzance, qui indique qu'Héraclès tombe amoureux de Diomos lorsqu'il reçoit l'hospitalité de son père Collytos, et que Diomos est le héros éponyme du dème de Diomeia, qui fait partie administrativement de la tribu Aegeis, en Attique. Perithoas, Phrix et l'idée d'une relation amoureuse avec Philoctète n'apparaissent que dans cette scholie.

## Culte

### En Grèce

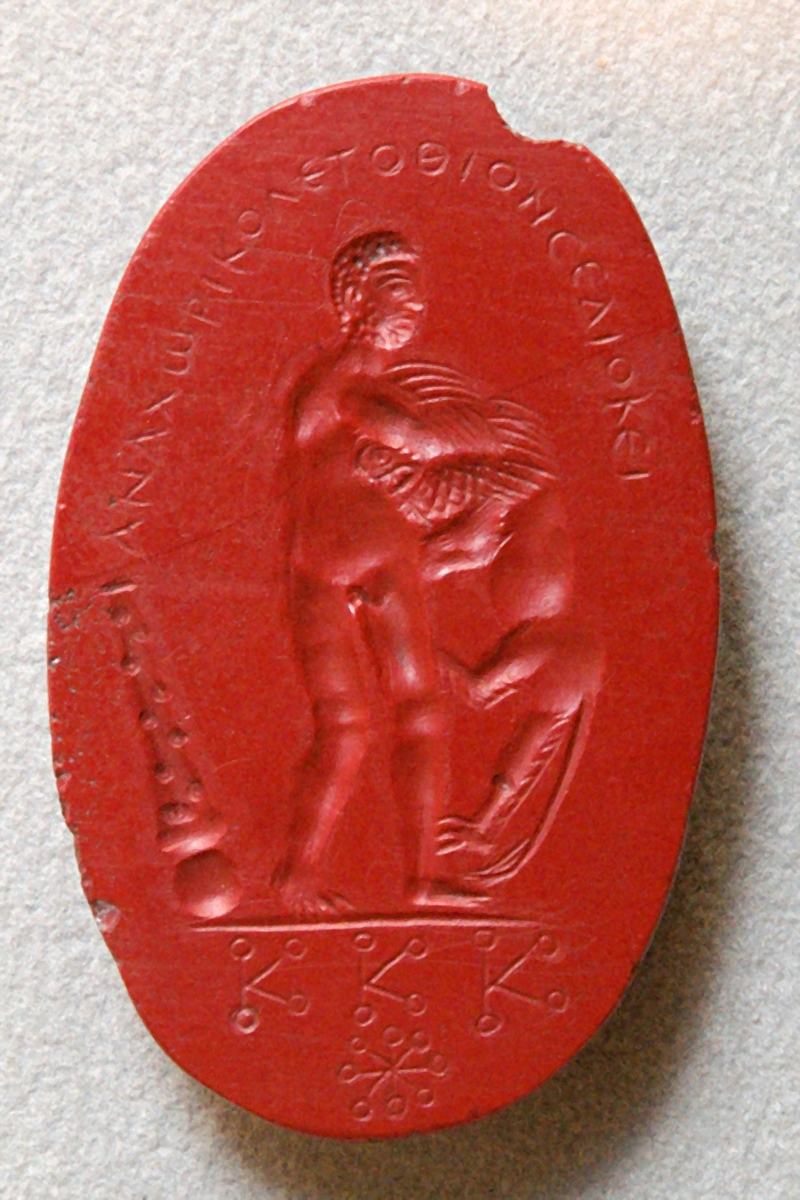
Intaille magique avec Héraclès portant l'inscription : Va-t’en, bile, le dieu te poursuit, Cabinet des médailles.

Le culte d'Héraclès est répandu dans toute la Grèce, à l'exception de la Crète ; il s'adresse tantôt au dieu, tantôt au héros. Il arrive que les deux cultes coexistent, comme à Thasos ou à Sicyone. Il est plus particulièrement rattaché aux éphèbes et au gymnase et se caractérise par de grands banquets de viande — la comédie se fonde sur ce trait particulier pour dépeindre Héraclès comme un glouton. Des fêtes consacrées à Héraclès, les Héracléennes (Hérakleia), sont célébrées dans plusieurs régions de Grèce.
Dans la sphère privée, Héraclès est avant tout Alexikakos, celui qui protège du mal. Par conséquent, on retrouve son image sur des amulettes. Herakleis, « par Héraclès », est une exclamation courante, comme l'est ensuite mehercle en latin.
Héraclès est également célébré en tant qu'ancêtre des Doriens par le biais du mythe des Héraclides.

### Hors de Grèce

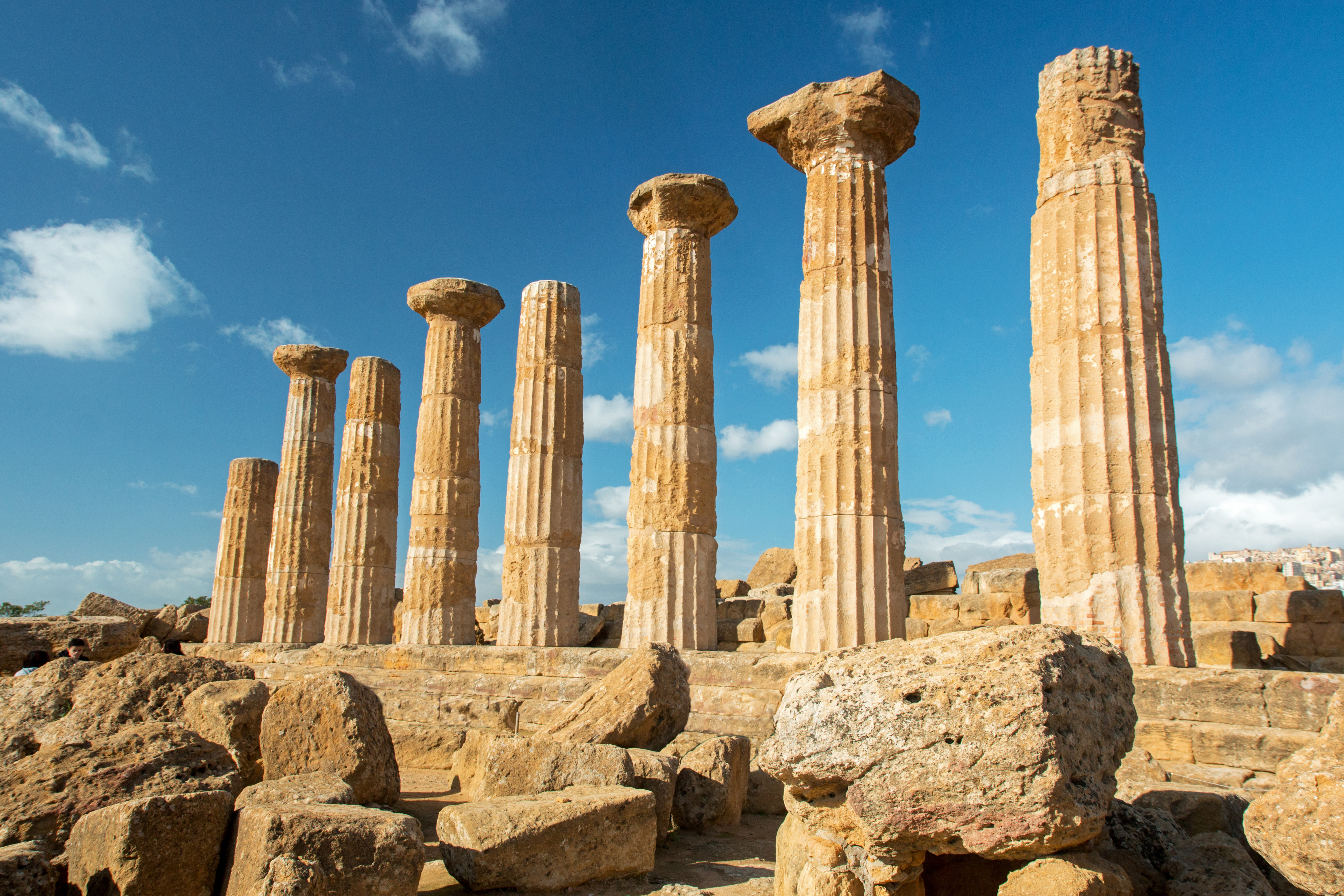
Temple d'Héraclès à Agrigente.

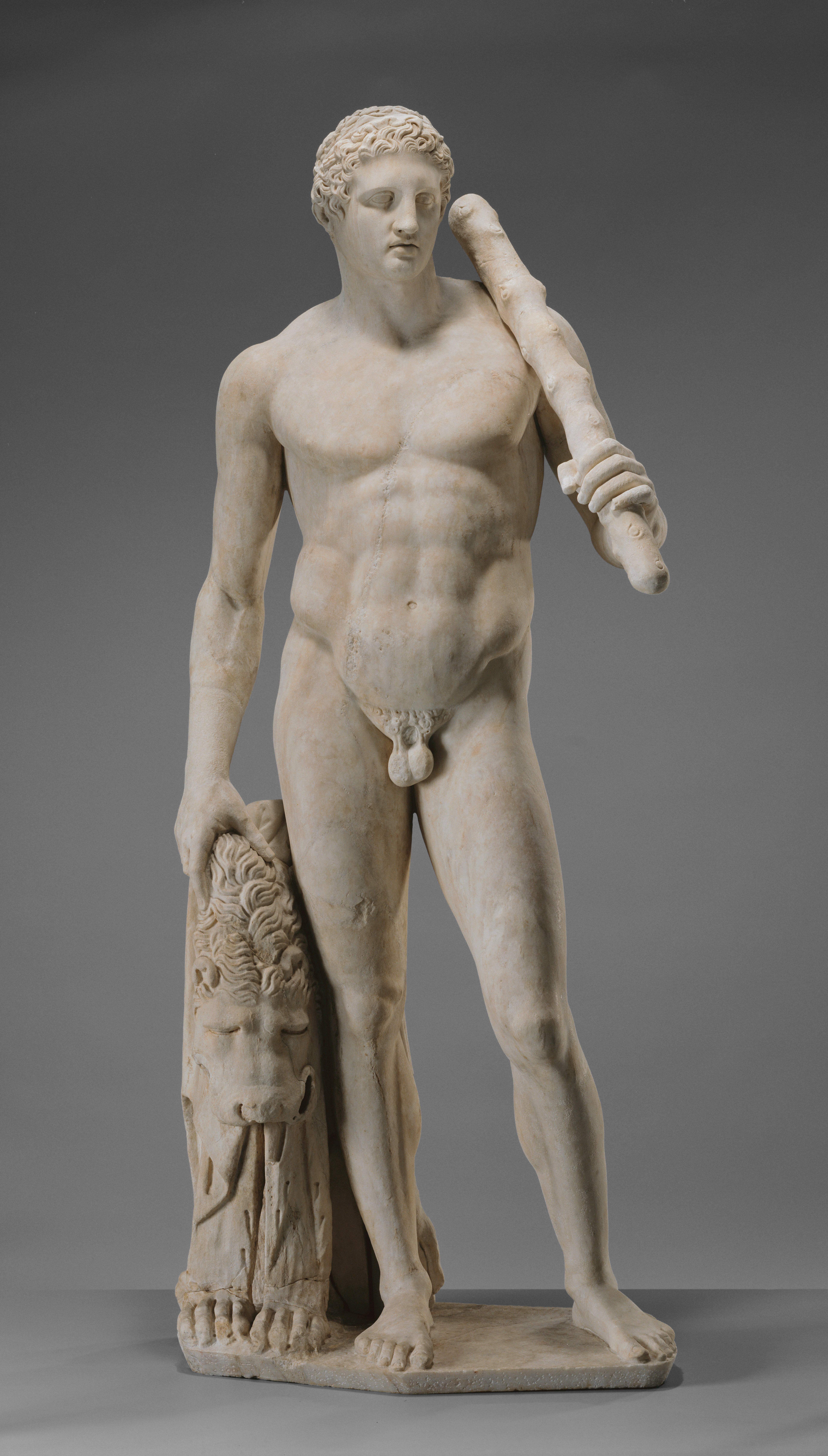
Statue d'Hercule, version romaine d'Héraclès, en marbre. En 125.

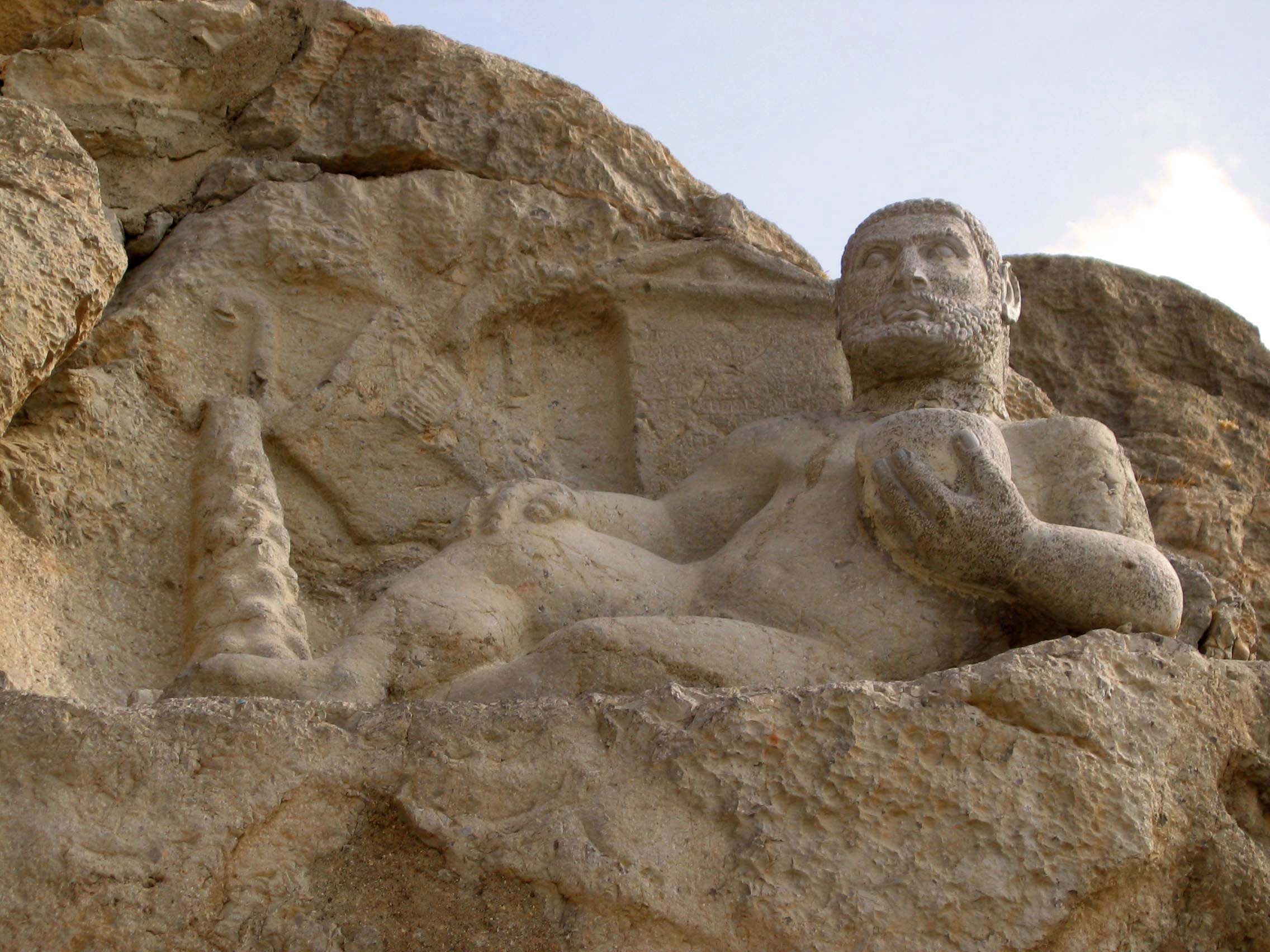
Statue d'Hercule à Behistun, en Iran. En 153 avant J.-C.

Les auteurs anciens mentionnent plusieurs cultes rendus hors de Grèce à Héraclès ou à des dieux qu'ils identifient à Héraclès. Hérodote, dans l’Enquête, évoque un Héraclès homonyme de l'Héraclès fils d'Alcmène et plus ancien que lui, honoré en Égypte.
En Asie Mineure, le dieu guerrier est illustré à dos de cheval, et non en char, ce qui est propre à ce culte particulier. Il côtoie Kakasbos, dieu anatolien, dont les traces (reliefs et dédicaces) sont absolument équivalentes à celles que le culte d'Héraclès a laissées dans la même région, soit en Lycie-Pisidie. Les deux divinités se sont probablement rencontrées dans lors des deux derniers siècles av. J.-C., leurs cultes ayant alors été entremêlés, avant de connaître un réel engouement aux IIe et IIIe siècles apr. J.-C..
A Agrigente, colonie grecque établie en Sicile, le temple d'Héraclès remonte au début du Ve siècle av. J.-C.
En Étrurie, Héraclès s'est très tôt acclimaté sous le nom de Hercle. Il y est non pas un héros, mais une divinité, et certains aspects de son mythe y semblent proprement étrusques.

#### À Rome
Héraclès (nommé Hercles, puis Hercoles, puis Hercules) devint un dieu considérable de l'État romain. Sur le débouché de la vallée du Grand Cirque, deux lieux étaient rattachés par la légende et le culture au héros grec. Ces deux endroits attribuaient leur principal monument au héros lui-même. Le temple d'Hercule Victor, bâti près de l'autel de Jupiter Inventor, est censé avoir été élevé par Hercule lui-même ou ses compagnons après la victoire de celui-ci contre Cacus. En 312 av. J.-C., selon la tradition annalistique, le culte jusqu'ici familial devint étatique et dorénavant, ce fut le préteur urbain, qui chaque année, au nom de Rome, sacrifia le bœuf ou la génisse à l'Ara maxima Herculis.
Plus caractéristique encore que la cérémonie annuelle était le service de la dîme. Introduits par les Grecs, le culte d'Hercule devint celui de marchands qui associaient leurs entreprises risquées aux multiples aventures du héros grec, puis des généraux heureux dans leurs batailles. Ainsi, plusieurs des sanctuaires herculéens mineurs qui ont fleuri au cours des âges sont le fait de généraux. C'est à Pompée que l'on doit la restauration du templum Herculis Pompeiani, titre remarquable puisqu'il paraît faire du dieu le protecteur personnel du général et homme d'État romain. Le temple même d'Hercule Victor jouait un rôle lors de la cérémonie du triomphe des généraux victorieux : le cortège passait devant le temple et on couvrait de vêtements somptueux la statue en bronze d'Hercule qu'on avait placée sur le seuil pour le faire participer à l'enthousiasme général,.
Lorsque Rome dans le troisième tiers du quatrième siècle émet ses premières monnaies, Hercule, en dépit de son nom grec, figure sur le quadrans. Au début du siècle, le premier lectisterne collectif l'associe à Diane déjà assimilée à la déesse grecque Artémis.

#### En Gaule
En Gaule, Héraclès a connu une très grande popularité chez les Celtes romanisés. Plus de trois cents sculptures le représentent, un grand nombre de statuettes en bronze, plus de cent inscriptions lui sont consacrées. Cet engouement est favorisé par le mythe des Hespérides. Selon Parthénios de Nicée, de l'union d'Héraclès et de Celtinée naît un fils, Celtos, de qui les Celtes ont pris leur nom. Lucien de Samosate, dans une prolalia (un avant-propos) intitulée Héraclès, évoque un dieu de l'éloquence honoré par les Gaulois qu'il présente sous le nom d'Héraclès Ogmios et rapproche du dieu gaulois Ogmios.
Durant la période gallo-romaine, les provinces gauloises adoptent la figure de l’Hercule romain. C’est le cas, par exemple, de la baie de Douarnenez où des statuettes d’Hercule ont été retrouvées dans les cuves de garum, cette préparation à base de poisson très appréciée à Rome. Le dieu joue ici un rôle de protecteur des marchands. Bien que le culte du dieu soit arrivé jusqu’à l’Armorique, il est probable que ces statues, dont l’une d’elles est conservée au musée de Bretagne à Rennes, aient en réalité été fabriquées en Italie puis importées.

## Héraclès dans les arts pendant l'Antiquité

### Littérature
Aucune œuvre littéraire retraçant l'ensemble des aventures d'Héraclès ne nous est parvenue. Cependant, nous savons que de telles œuvres ont existé : pendant l'époque archaïque, le poète Pisandre avait composé une Héraclide aujourd'hui perdue qui, selon, une épigramme de Théocrite, relatait pour la première fois les exploits du héros en détail ; au tout début de l'époque classique, Panyasis d'Halicarnasse compose à son tour une Héraclée (Heracleia) qui, selon la Souda, comportait 14 livres pour un ensemble de 9000 vers. Seuls quelques fragments nous en sont parvenus. Quelques évocations d'ensemble résumant les exploits d'Héraclès se trouvent dans les tragédies, au moment de présenter le personnage (au début de La Folie d'Héraclès d'Euripide) ou bien au moment de sa mort (dans Les Trachiniennes de Sophocle). Un passage de l’Énéide de Virgile décrivant un sacrifice à Hercule comprend un rappel de ses nombreux exploits. Beaucoup d'autres œuvres contiennent des allusions à plusieurs épisodes, comme l’Iliade et l’Odyssée. Cependant, la plupart des œuvres de la littérature grecque ancienne ayant trait à Héraclès se concentrent sur un épisode qu'elles développent en détail, de manière très variable selon le genre littéraire auquel elles appartiennent et la perspective particulière adoptée par l'auteur.
À l'époque archaïque, le poète Créophylos de Samos compose une épopée, la Prise d'Œchalie, évoquant un conflit entre Héraclès et Eurytos, roi d'Œchalie ; seuls quelques vers et plusieurs témoignages indirects nous renseignent sur cette œuvre perdue. L'un des Hymnes homériques évoque les exploits puis l'apothéose d'Héraclès. Au VIe siècle av. J.-C., le poète lyrique Pindare cite Héraclès dans plusieurs de ses poèmes ; au début de l’Olympique 2 et dans l’Olympique 3, il l'évoque comme le fondateur des jeux olympiques.
Dans le théâtre grec antique de l'époque classique, Héraclès fait l'objet (ou apparaît dans) de nombreuses tragédies. Chez Eschyle, il intervient dans Prométhée enchaîné pour délivrer Prométhée de son supplice. Sophocle consacre sa tragédie Les Trachiniennes à l'épisode de la mort d'Héraclès, et le fait apparaître plus ponctuellement comme deus ex machina pour le dénouement de son Philoctète. Euripide consacre une tragédie à La Folie d'Héraclès. Euripide fait aussi apparaître Héraclès dans son Alceste, où il le décrit d'une façon ambiguë, de la même façon que toute la pièce oscille entre tragédie et comédie : Héraclès est un glouton et il donne à Admète des conseils philosophiques d'ivrogne, mais il se comporte en véritable héros et assure le dénouement heureux de la pièce. Héraclès est aussi évoqué dans la comédie, mais aucune comédie grecque parmi celles qui nous sont parvenues ne lui est spécifiquement consacrée. Dans la comédie Les Oiseaux d'Aristophane, Héraclès apparaît comme un agent au service des dieux, mais sa gloutonnerie le rend aisément corruptible. Dans une autre comédie d'Aristophane, Les Grenouilles, le dieu Dionysos décide de se rendre aux Enfers, mais, comme il a peur de ne pas en revenir vivant, il se déguise en Héraclès pour se donner confiance et va demander conseil au héros au début de la pièce.

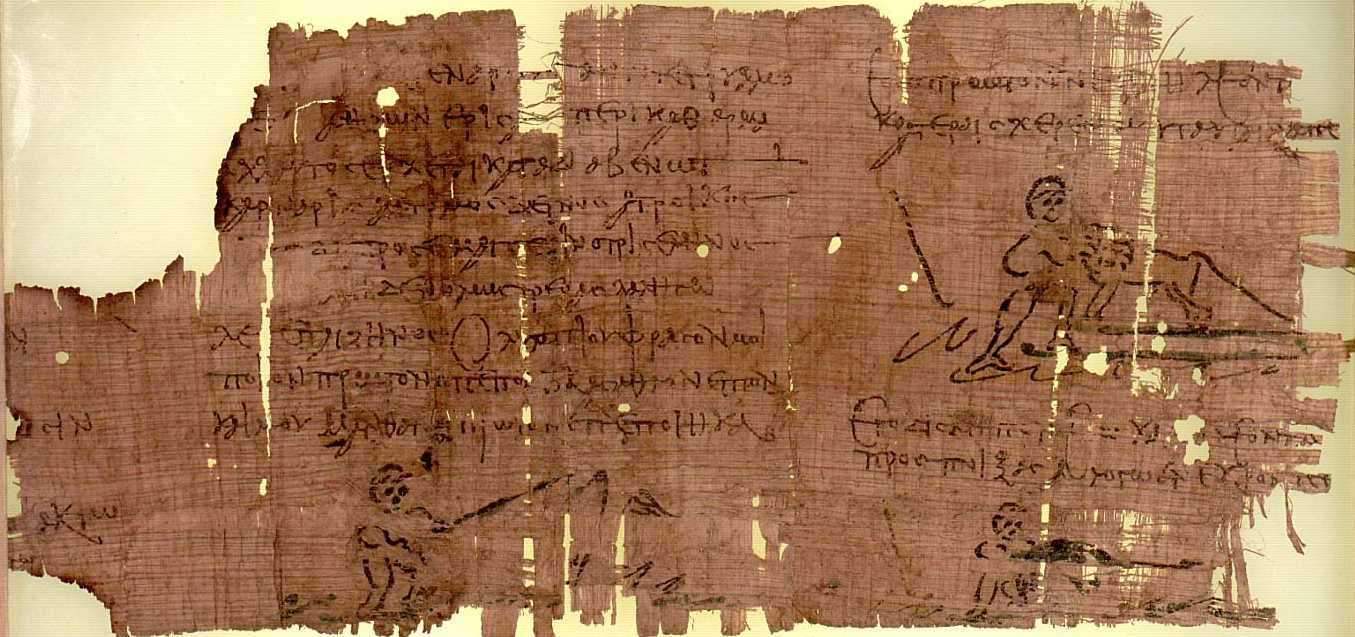
Le Papyrus d'Héraclès, Pap Oxy 2331, daté du III, contient des fragments d'un poème relatant le combat d'Héraclès contre le lion de Némée.

Les philosophes grecs anciens s'approprient eux aussi le personnage d'Héraclès. Le philosophe présocratique et sophiste Prodicos de Céos écrit ainsi un apologue où il met en scène Héraclès jeune confronté aux discours séducteurs de deux femmes qui ne sont autres que des allégories du vice et de la vertu. Nous connaissons ce texte de manière indirecte, par l'évocation qu'en fait Xénophon dans les Mémorables,. Cet épisode allégorique, souvent appelé « Héraclès à la croisée des chemins », connaît une postérité abondante après l'Antiquité, notamment dans la peinture de la Renaissance.
À l'époque hellénistique, Héraclès apparaît dans la poésie épique et dans la pastorale. Apollonios de Rhodes, dans ses Argonautiques, lui fait prendre part à l'expédition des Argonautes, qu'il quitte après la disparition de son éromène Hylas. Théocrite consacre une idylle à « Héraclès enfant » où il relate son tout premier exploit au berceau contre les serpents envoyés par Héra ; dans « Hylas », il évoque lui aussi la disparition de l'aimé du héros.
Un papyrus provenant d'Oxyrhynchos, daté du IIIe siècle, contient des fragments d'un poème consacré aux travaux d'Héraclès, en l'occurrence le combat contre le lion de Némée. Plusieurs dessins illustrent le texte.
La littérature latine est également impliquée dans le mythe, à travers le philosophe stoïcien Sénèque. Il composa la tragédie Hercule furieux, inspirée d'Euripide, où il dépeint un Hercule héroïque mais aussi victime de la folie. Hercule sur l'Œta est plus marquée par une fin glorieuse en apothéose mais doit probablement être due à un imitateur postérieur à Sénèque.

### Arts plastiques

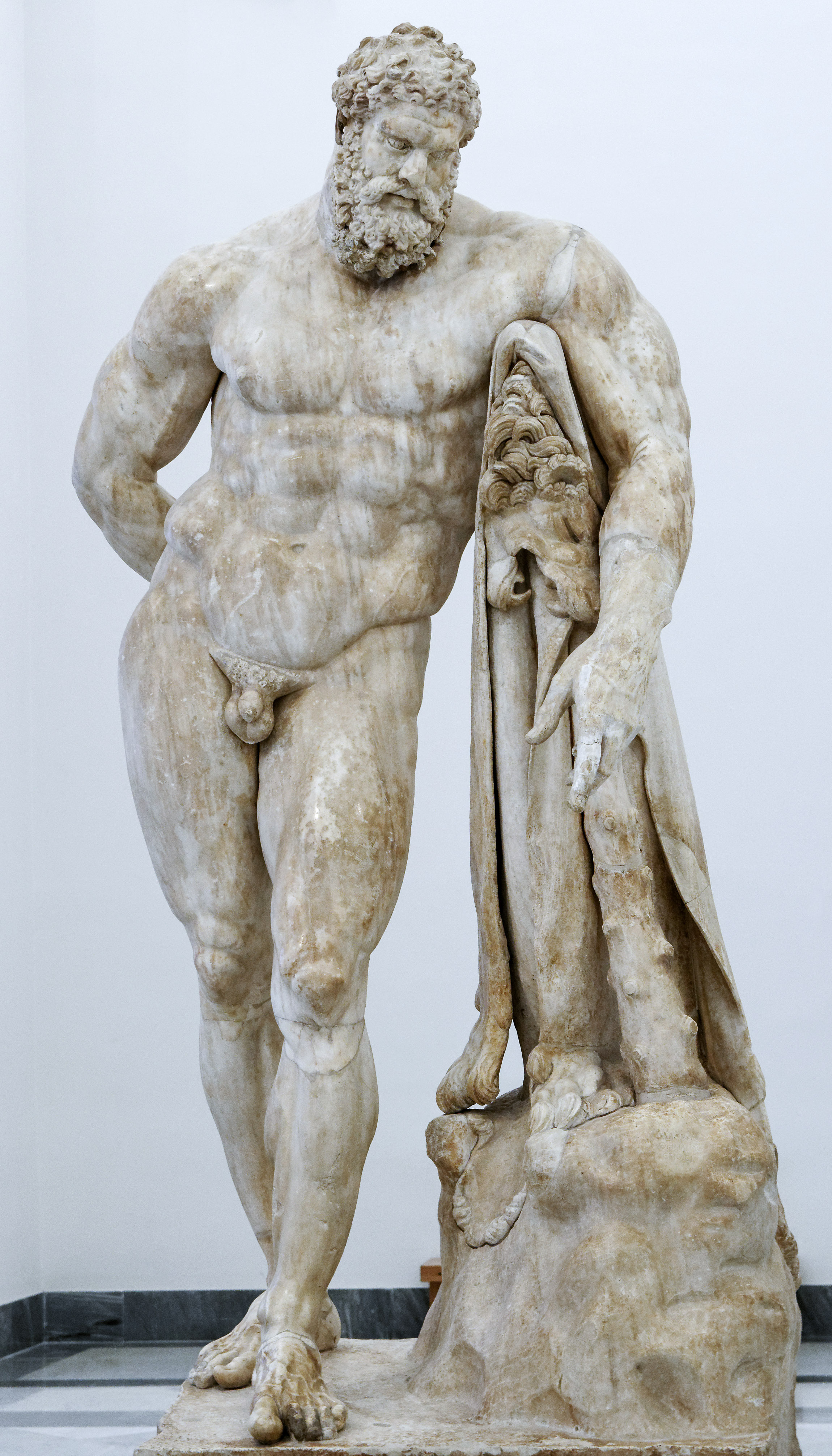
Hercule Farnèse. Copie romaine d'après un original grec, IIIe siècle. Musée archéologique national de Naples.

Héraclès est représenté dans l'Antiquité en homme barbu, dont la tête est souvent recouverte de la peau du lion de Némée. Il tient parfois un skyphos à la main, et est armé de différentes armes, en fonction de la scène représentée : massue, arc, épée, faucille et/ou fronde.

#### Sculpture
En sculpture, le cycle des travaux d'Héraclès est représenté dès le milieu du VIe siècle av. J.-C., de manière incomplète, comme sur les métopes de l'Héraion de Sele à Paestum. Les douze travaux figurent au complet sur les métopes du temple de Zeus d'Olympie, au Ve siècle av. J.-C. ; sur le temple d'Héphaïstos d'Athènes, à la même période, ils sont mis en lien avec ceux de Thésée et donc diffèrent. Ces travaux figurent aussi sur des œuvres de plus petites tailles, comme un relief votif d'Héraclès et Omphale conservé au Musée archéologique national de Naples.
Plusieurs sculptures représentent Héraclès au repos, dont le Hercule Farnèse, copie romaine du IIIe siècle d'après un original grec de Lysippe, dont une autre copie est l'Héraclès d'Anticythère,. Au siècle précédent, l'empereur romain Commode s'est plusieurs fois représenté sous les traits d'Hercule.

#### Céramique
Plusieurs travaux d'Héraclès figurent sur une amphore du peintre de Kléophradès, datant de 500 av. J.-C. ; d'autres travaux sont très fréquemment représentés dans la céramique, comme l'épisode du lion de Némée.

#### Mosaïques romaines
Dans les arts romains, Héraclès est régulièrement représenté sur des mosaïques. Au IIIe siècle, la Mosaïque des travaux d'Hercule de Liria, qui décorait le sol d'une salle de réception dans un bâtiment romain découvert dans l'actuelle ville de Llíria en Espagne, représente les travaux d'Héraclès.

#### Monnaies
Une scène montrant Héraclès en train de tuer le lion de Némée figure sur des monnaies d'Héraclée de Lucanie, au IVe siècle av. J.-C. ; à la même période, Alexandre le Grand se fait représenter en Héraclès, couvert de la peau du lion.

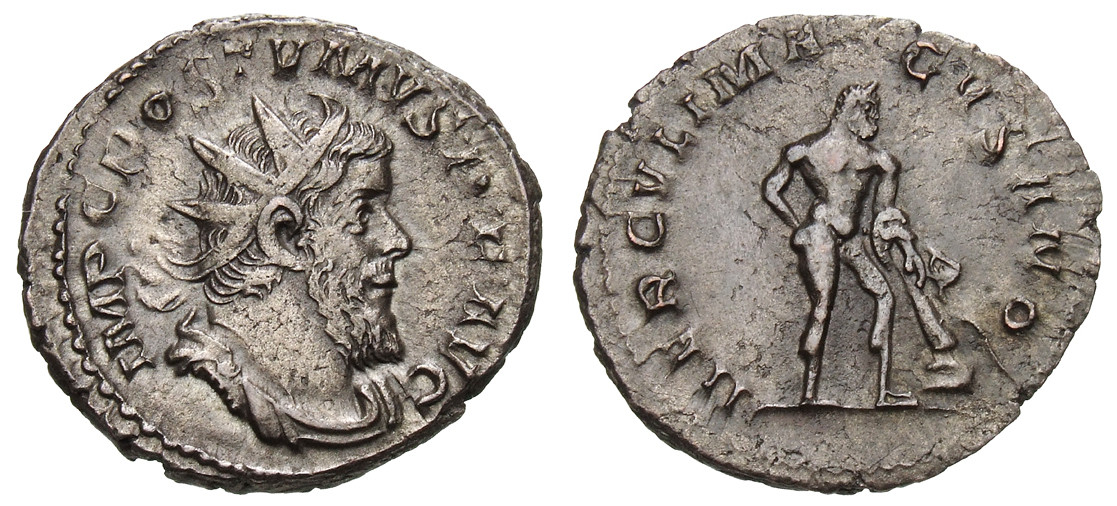
Antoninien de Postume, au revers HERCVLI MAGVSANO.

Les monnaies romaines du IIIe siècle apr. J.-C. font apparaitre Hercule dans l'idéologie impériale, comme protecteur de Septime Sévère et de Caracalla, puis de Gallien, Postume, Probus et Maximien Hercule. La figure d'Hercule, héros athlétique et protecteur, modèle populaire et vénéré des soldats, est exhaltée sous Postume et Probus dans des séries monétaires représentant ses travaux.

## Études et interprétations mythologiques

### Anthropologie historique
Dans la continuité des analyses de Jean-Pierre Vernant sur la notion de personne dans la religion grecque et des développements de Marie Delcourt, qui consacre quelques pages à Héraclès dans son étude sur les héros, Nicole Loraux insiste sur le fait que la figure d'Héraclès tend à se réduire aux exploits qu'il accumule : Héraclès n'a pas vraiment d'intériorité. « Héraclès n'est pas tragique, parce qu'il n'est pas ambigu, et, pour en faire un héros tragique, il faudra qu'Euripide lui invente quelque chose comme une intériorité » (Nicole Loraux se réfère à la tragédie d'Euripide La Folie d'Héraclès). En contrepartie, la « force muette » d'Héraclès devient le moyen d'expression de toutes sortes de discours, en particulier philosophiques, qui en font une figure édifiante de vertu et de sagesse. La comédie tire Héraclès vers l'extrême inverse en le mettant en scène sous les traits d'une brute stupide et gloutonne.

### Mythologie comparée
Le philologue et mythologue autrichien Rudolf Simek a comparé le héros grec Héraclès au dieu germanique Thor/Donar, sur la base des fonctions et des attributs similaires qu'il leur trouve. Tous deux sont des tueurs de monstres et de géants, défenseurs des dieux et des hommes face aux forces du chaos. Thor possède lui aussi une arme puissante, son marteau Mjöllnir. L’interpretatio romana associait déjà Thor à Hercule. Dans La Germanie, Tacite nomme les dieux des Germains, et évoque les sacrifices faits en l'honneur d'Hercule, qui serait alors le dieu Thor. En Germanie romaine, de nombreuses inscriptions sur des monuments ou pièces portent le nom d'Hercule et désignent véritablement l'Hercule germanique, Thor.
Pour Jean Haudry à la suite des travaux de Martin P. Nilsson, la principale particularité d'Héraclès est, par delà le foisonnement des cultes et des légendes, sa conquête de l'immortalité, ce qu'il nomme la conquête de l'Année (Héra). Selon lui, il doit la plupart des légendes illustrant sa force physique à son frère jumeau Iphiclès, tombé dans l'oubli, mais a contrario de celui-ci avant la force brutale, il s'illustre par ses exploits civilisateurs et sa volonté. Ses derniers travaux sont une victoire sur la mort et sa fin symbolise une conquête de l'immortalité solaire.
Dans une approche relevant de la mythologie comparée, l'anthropologue syrien Firas Al-Sawah a rapproché les travaux d'Héraclès de l’épopée babylonienne nommée Épopée de Gilgamesh. Il établit une filiation entre le récit La Gloire d’Uruk, rédigé dans la Mésopotamie du XVIIIe siècle av. J.-C. et le mythe d'Héraclès, La Gloire d'Héra, évoqué par les épopées attribuées à Homère au VIIIe siècle av. J.-C. En effet, la similitude est frappante entre un Gilgamesh, roi de Uruk, deux tiers dieu et un tiers humain, effectuant une série d’œuvres devant le mener à l’immortalité, et Héraclès, « Gloire d'Héra », moitié dieu et moitié homme, effectuant douze travaux qui le mèneront à son tour à l’immortalité. Cette interprétation reste minoritaire.

## Dans les arts après l'Antiquité

### Littérature
Les auteurs chrétiens des premiers siècles de notre ère, comme Tertullien, Lactance et saint Augustin, font d'Héraclès un modèle de courage (fortitudo) ; mais ce n'est qu'au XIVe siècle que la figure d'Héraclès est pleinement intégrée à la symbolique chrétienne, avec L'Ovide moralisé, qui fait d'Héraclès un symbole de Jésus ou de Dieu. Au XVe siècle, le Recueil des histoires de Troie de Raoul le Fèvre met en scène un Hercule chevaleresque et courtois semblable aux personnages des romans médiévaux.
Au XVIe siècle, Pierre de Ronsard reprend la symbolique chrétienne associée à Héraclès pour composer, parmi ses Hymnes publiés en 1555, un « Hercule chrétien », qui dénombre les parallèles possibles entre Hercule et Jésus. À la même époque se développent d'autres symboliques associées à Hercule. Un Hercule égyptien, homonyme de l'Héraclès fils d'Alcmène et plus ancien que lui, était évoqué par Hérodote dans son Enquête. Au XVIe siècle, on commence à faire de cet Hercule, dit « Hercule libyen », l'ancêtre des Gaulois, par l'intermédiaire d'un fils, Galatès, qu'il aurait eu avec la fille d'un chef gaulois et qui serait devenu l'éponyme de la Gaule ; cette généalogie s'élabore dans le cadre d'une rivalité politique et culturelle entre pays d'Europe, où elle vise à avantager la France en lui prêtant des origines plus anciennes encore que les Latins et les Grecs.
Un autre Hercule encore, dit « Hercule Gaulois », s'inspire d'un Héraclès homonyme qui apparaît notamment dans l'Antiquité chez Lucien de Samosate sous le nom d'Héraclès Ogmios et est présenté comme un dieu de l'éloquence honoré par les Gaulois : au XVIe siècle, cet Hercule est alors représenté doté à la fois des attributs traditionnels d'Héraclès (la peau du lion de Némée et la massue) et d'une série de chaînes partant de sa langue pour s'accrocher aux oreilles d'une foule qui le suit, symbole de son éloquence captivante. Pierre de Ronsard, dans son poème « Hylas » édité dans le septième livre des Poèmes en 1569, prête à Hercule l'ensemble de ces caractéristiques d'Hercule « libyen » et d'Hercule « Gaulois ». Joachim du Bellay évoque l'Hercule Gaulois dans la conclusion de la Défense et illustration de la langue française en 1549.
Au XVIIe siècle, le dramaturge Jean de Rotrou évoque la mort et l'apothéose d'Héraclès dans la tragédie Hercule mourant, créée en 1634 et publiée en 1636.
Dans la seconde moitié du XIXe siècle en France, Héraclès est évoqué par les poètes du Parnasse. José-Maria de Heredia compose, dans Les Trophées (publiés en 1893), une série de six sonnets intitulée « Hercule et les Centaures ». Les deux premiers sonnets, « Némée » et « Stymphale », sont consacrés à deux des travaux d'Héraclès, le lion de Némée et les oiseaux du lac Stymphale. Le troisième, « Nessus », évoque l'amour du centaure Nessos pour Déjanire. « La Centauresse », où Héraclès n'apparaît pas, décrit le déclin du peuple des centaures, qu'Héraclès pourchasse et massacre dans les deux derniers sonnets, « Centaures et Lapithes » et « Fuite de Centaures ». Dans ces poèmes, Héraclès est souvent décrit comme terrifiant, ce qui lui confère une affinité inattendue avec les monstres qu'il est chargé de détruire. Leconte de Lisle, dans les Poèmes antiques, évoque Héraclès dans plusieurs poèmes : « Hylas », « L’Enfance d’Hèraklès », « Hèraklès au Taureau », « Hèraklès solaire » (il l'y nomme parfois Héraclès, parfois Hèraklès selon une orthographe archaïsante, et parfois Hercule). Dans la neuvième de ses Études latines (Néère) figurant dans le même recueil, il le désigne par une périphrase : "L'immortel qui naquit de la Vierge Thébaine" (deuxième vers).
Au XXe siècle, Héraclès prend toutes sortes de visages selon les auteurs. L'écrivain français André Dubois La Chartre réécrit ses exploits dans Le Journal intime d'Hercule en 1957. Le dramaturge allemand Heiner Müller en fait un personnage comique dans Herakles 5. L'écrivain français Guy Rachet lui consacre un roman, Les Douze Travaux d’Hercule.

### Peinture

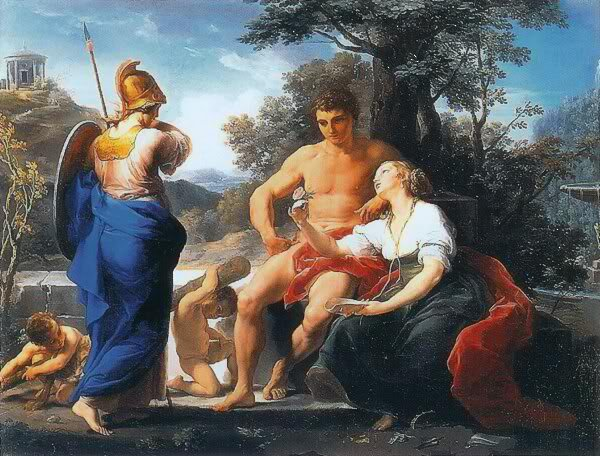
Pompeo Batoni, Hercule à la croisée des chemins, v.1753, l'un des nombreux tableaux inspirés du texte allégorique de Prodicos de Céos.

Héraclès est représenté par de nombreux peintres. Au XVe siècle, Albrecht Dürer représente plusieurs épisodes de ses aventures sur ses gravures et esquisses, dont Hercule à la croisée des chemins (vers 1498) inspiré du texte allégorique de Prodicos de Céos. Le peintre allemand Lucas Cranach l'Ancien peint en 1537 un Hercule et Omphale dont les personnages portent des vêtements contemporains. Pierre Paul Rubens représente plusieurs de ses exploits, dont Hercule aux prises avec le lion de Némée (après 1608, conservé à Bucarest) et Hercule dans le jardin des Hespérides, vers 1638 (conservé dans la galerie Sabauda à Turin). Le peintre et sculpteur Antonio Pollaiuolo peint Hercule combattant l'hydre de Lerne (conservé à la Galerie des Offices de Florence). En Italie, au début du XVIIe siècle, le Guide peint une série de tableaux formant le cycle des Travaux d'Hercule. Le Dominiquin peint un Paysage avec Hercule tirant Cacus de sa caverne et un Paysage avec Hercule combattant Achelaüs changé en taureau vers 1621-1622.
Au début du XVIIIe siècle, le peintre rococo François Lemoyne réalise pour le château de Versailles, entre 1733 et 1736, une Apothéose d'Hercule qui donne son nom au salon dit « salon d'Hercule ». L'italien Sebastiano Ricci représente Hercule dans ses relations avec Déjanire dans Hercule et Déjanire, vers 1702 dans une collection privée. Pour le hall d'Hercule au rez-de-chaussée du Palazzo Fenzi-Marucelli à Florence, il réalise en 1706-1707, Hercule tue Nessus. Un tableau antérieur, sur le même thème vers 1700, se trouve au Musée des Beaux-Arts de Houston.

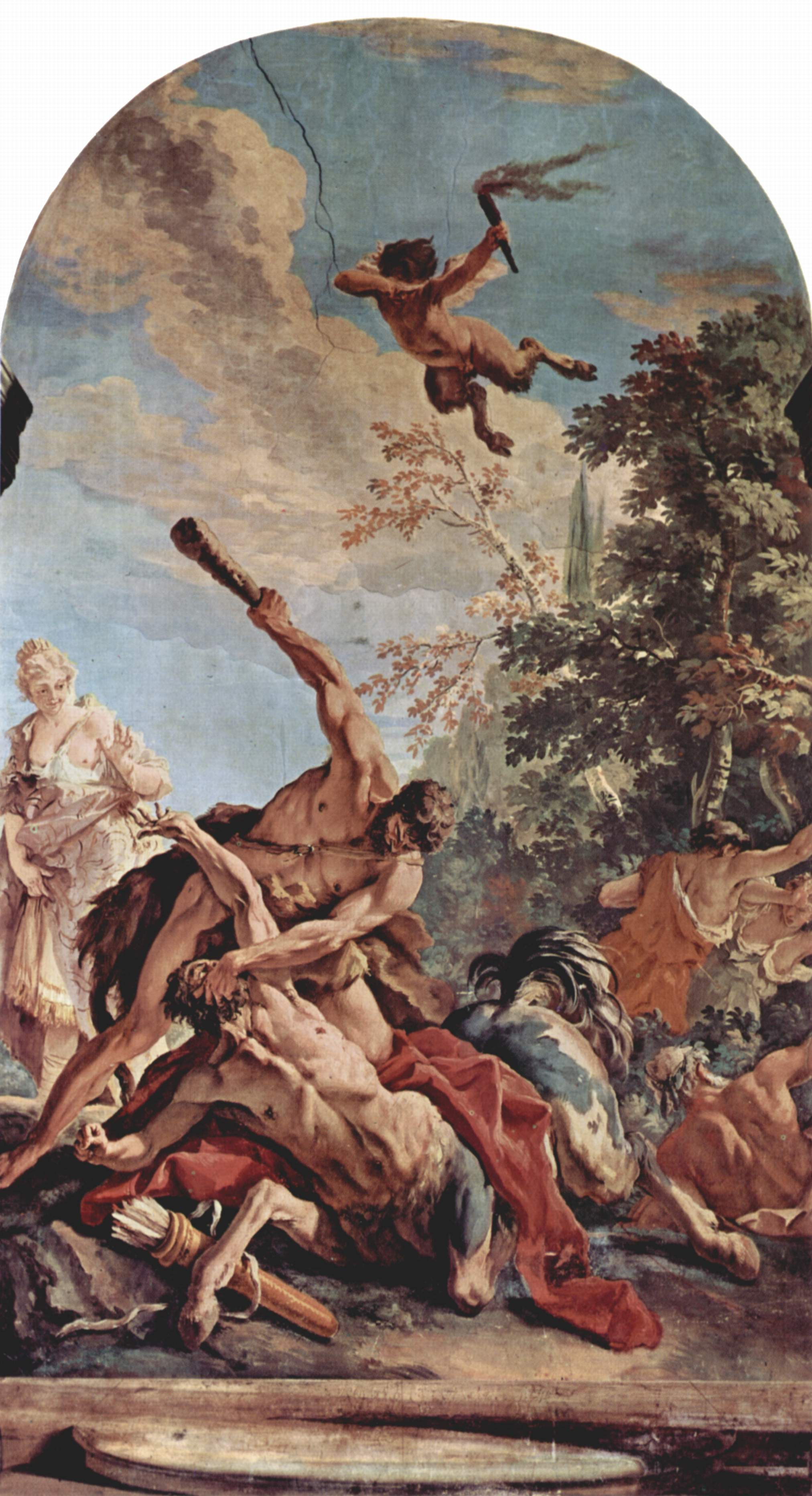
Hercule tue Nessus
Sebastiano Ricci 1706-1707
Florence, Palazzo Fenzi-Marucelli.

Dans les années 1740-1750, en Italie, Pompeo Batoni réalise plusieurs versions d’Hercule à la croisée des chemins.
Au XIXe siècle, Héraclès est présent dans la peinture symboliste. Gustave Moreau peint un Hercule et l'hydre de Lerne entre 1869 et 1876. Arnold Böcklin peint Nessus et Déjanire puis Le Sanctuaire d'Hercule en 1888. Les peintres préraphaélites le représentent également : John William Waterhouse s'inspire de l’Alceste d'Euripide pour son Hercule se bat contre la Mort pour sauver Alceste, peint entre 1869 et 1871.
Au début du XXe siècle, entre 1921 et 1925, le peintre américain John Singer Sargent réalise pour le Musée des beaux-arts de Boston une série de peintures mythologiques parmi lesquelles figure un Hercule et l'hydre.
En 1989, le peintre Jean-Marie Pierret recouvre le tablier du barrage hydro-électrique du Chevril (appelé aussi barrage de Tignes ; département de la Savoie) d'une fresque de 18 000 m2 représentant Hercule.

### Sculpture

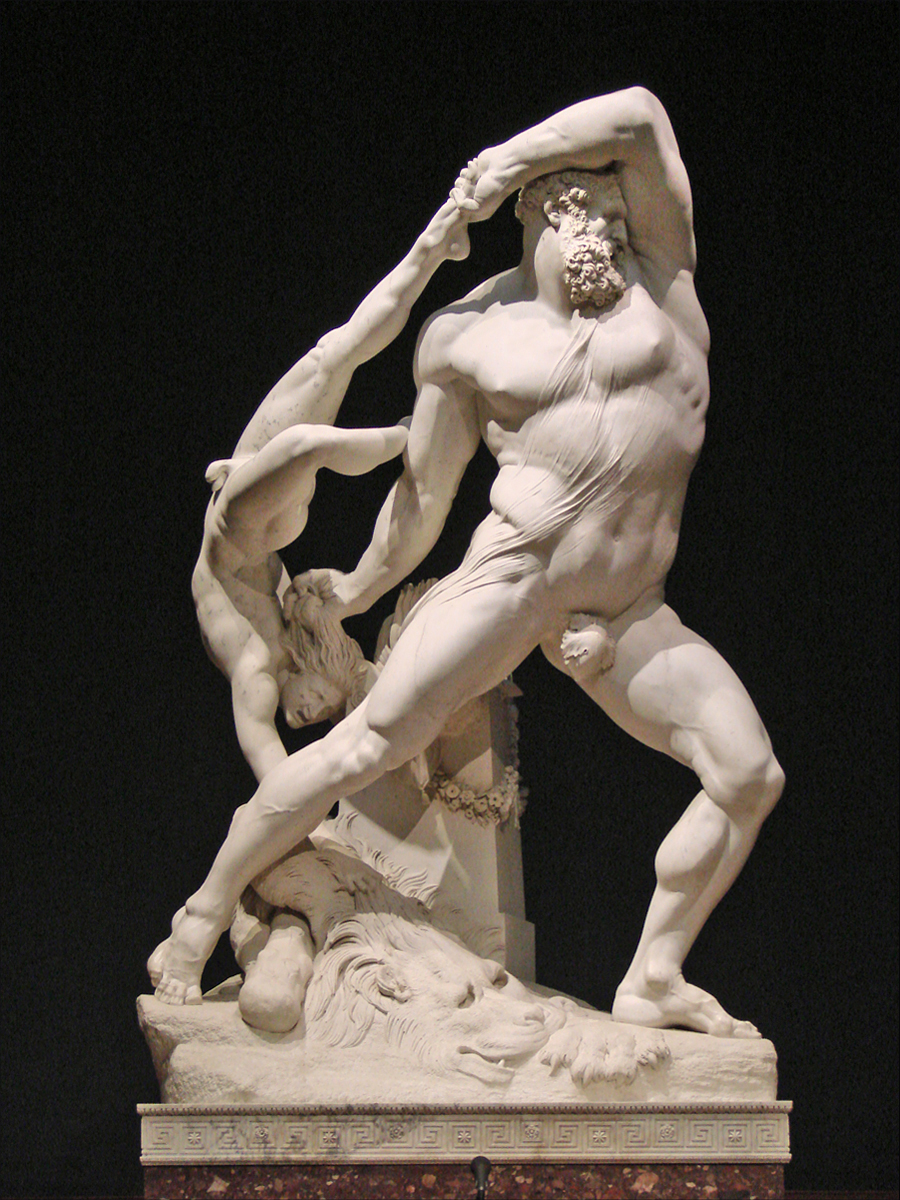
Canova, Hercule et Lichas, 1815, Galerie d'art moderne, Rome.

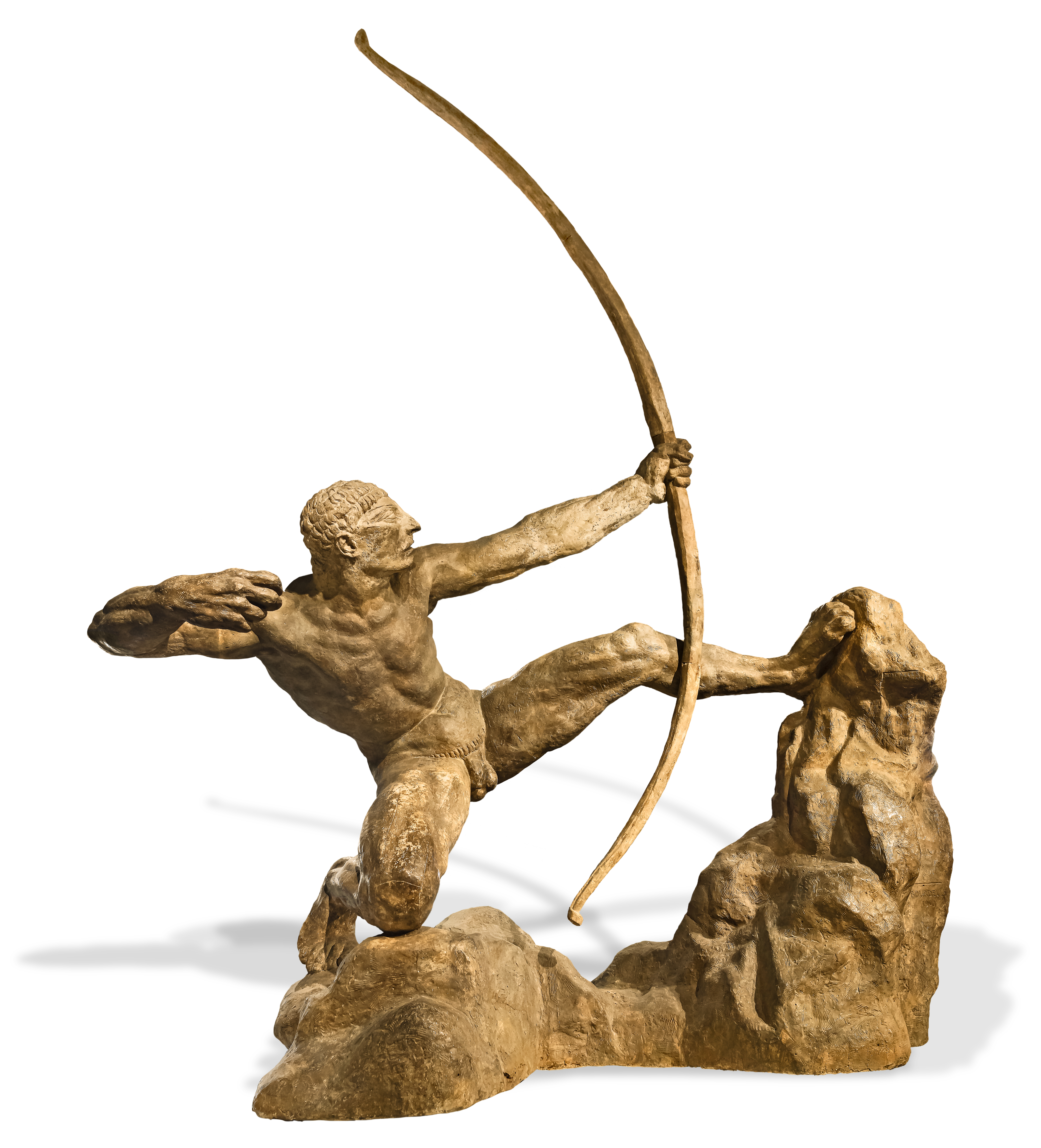
Antoine Bourdelle, Héraklès tue les oiseaux du lac Stymphale, 1909, Plâtre original, Musée Ingres-Bourdelle.

Comme de nombreux autres mythes grecs, Héraclès fait l'objet de nombreuses œuvres sculptées, en particulier pendant la Renaissance. Au XVe siècle, Antonio Pollaiuolo réalise un groupe en bronze Hercule et Antée, conservé au Musée national du Bargello à Florence. Au XVIe siècle, le sculpteur italien Baccio Bandinelli sculpte un groupe colossal Hercule et Cacus, placé devant le Palazzo Vecchio à Florence. À la même époque, le sculpteur italien Giambologna réalise un ensemble représentant Hercule luttant contre le centaure Nessos (Ercole con il centauro Nesso), exposée par la suite à la Loggia dei Lanzi, de même que son Enlèvement des Sabines. Durant la même période, avant 1560, le sculpteur italien Guglielmo della Porta réalise un Hercule tue les serpents représentant Héraclès enfant tuant l'un des serpents d'Héra, tandis que des saynètes sur le socle de la sculpture représentent ses futurs douze travaux. En France, en 1660, Pierre Puget sculpte un Hercule terrassant l'hydre de Lerne (dit Hercule de Vaudreuil) ; la sculpture, brisée pendant la Révolution, est ensuite reconstituée et conservée au musée de Rouen. Puget sculpte aussi, en 1663, un Hercule au repos (également appelé Hercule Gaulois) conservé au Musée du Louvre.
Au XVIIIe siècle, Laurent Delvaux réalise un Hercule et le sanglier d'Erymanthe exposé à la Bibliothèque royale de Belgique. Au XIXe siècle, en 1815, Antonio Canova réalise un spectaculaire Hercule et Lichas inspiré de l'épisode de la mort de Lichas et conservé à la Galerie d'art moderne de Rome. En 1823, Antoine-Louis Barye sculpte un Hercule et le sanglier d'Erymanthe en bronze, conservé au Louvre. Durant la même période, François Joseph Bosio conçoit un ensemble représentant Hercule combattant Acheloüs transformé en serpent dont le modèle en plâtre est exposé au Salon de 1814 et dont la sculpture en bronze, achevée en 1822, est conservée au Louvre). Au tout début du XXe siècle, en 1909, le sculpteur français Antoine Bourdelle réalise un Héraklès archer d'après l'épisode des oiseaux du lac Stymphale.

### Gravure
En Allemagne, Albrecht Dürer réalise la gravure sur bois en relief vers 1496-1497, Hercule vainqueur de Cacus ou Hercule tuant les Molionides et une gravure sur cuivre au burin vers 1498-1499, Hercule à la croisée des chemins ou Les Effets de la jalousie.
En France, Augustin Dupré a gravé les pièces de monnaie représentant Hercule (Union et Force) émises pendant la Révolution. Ce type à l'Hercule a été repris sous les deuxième, troisième et cinquième républiques. De nouvelles pièces à l'Hercule, en euros, ont été gravées en 2011 par Joaquin Jimenez.

### Musique
Plusieurs opéras sont consacrés à Héraclès (en général sous son nom latin) à la fin du XVIIe siècle et dans le courant du XVIIIe siècle. Reinhard Keiser compose un Hercule et Hébé (Die Verbindung des großen Herkules mit der schönen Hebe) créé à Hambourg vers 1700. Christoph Graupner compose un Hercule et Thésée créé à Hambourg en 1708. Louis-Nicolas Clérambault compose en 1716 une cantate à voix seule et symphonie, La mort d'Hercule et en 171? une autre cantate, Le triomphe de la vertu ou Hercule vainqueur des plaisirs, opus 29.
Haendel compose un drame musical, Hercules (dont le livret est en anglais), qui prend pour sujet la mort d'Héraclès en s'inspirant principalement des Trachiniennes de Sophocle. Le drame est créé le 5 janvier 1745 au King's Theatre de Londres.
En France, Camille Saint-Saëns compose en 1877 La Jeunesse d'Hercule, poème symphonique, op. 50. Claude Terrasse compose un opéra-bouffe en trois actes, Les Travaux d'Hercule, créé en 1901 au théâtre des Bouffes-Parisiens, dans lequel c'est Augias qui accomplit les exploits d'Hercule, tandis que ce dernier s'en approprie toute la gloire sans rien faire. Dans un tout autre genre, en 1953, Maurice Thiriet compose Héraklès, une partition chorégraphique pour ballet dramatique.

### Bande dessinée
Héraclès apparaît dans les comics américains dans le no 8 de All Star Comics publié par DC Comics en 1941, qui l'intègre à l'univers DC sous son nom latin Hercule (article anglais sur le personnage des DC Comics). En 1965, un numéro de Journey into Mystery, de Marvel Comics, ajoute à son tour sa vision du personnage d'Hercule à l'univers Marvel. En 2008, l'éditeur Radical Comics lance une autre série consacrée à Hercule avec Hercules:The Thracian Wars puis Hercules: The Knives of Kush.
Dans la bande dessinée européenne, Héraclès est le personnage principal de La Gloire d'Héra, scénarisée par Serge Le Tendre et dessinée par Christian Rossi (Casterman, 1996). Héraclès apparaît aussi dans chaque tome de la série Socrate le demi chien scénarisée par Joann Sfar et dessinée par Christophe Blain (Dargaud, 2002). Les douze travaux d'Héraclès sont racontés par Édouard Cour (scénario et dessin) dans la trilogie Héraklès, parue entre 2012 et 2015 aux éditions Akileos.

### Cinéma

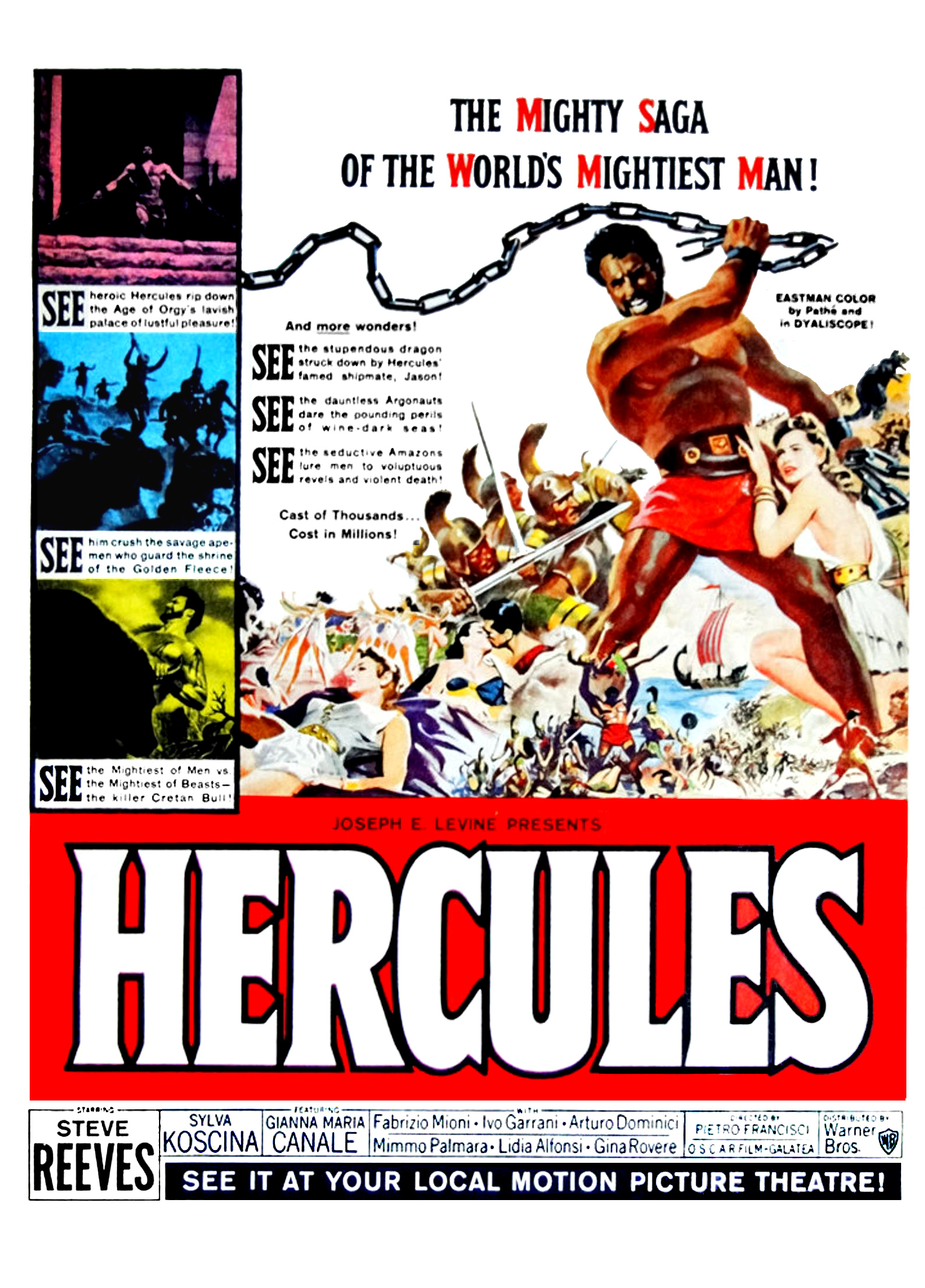
Page de publicité d'un magazine américain pour le film Les Travaux d'Hercule de Pietro Francisci (1958).

Héraclès a fait l'objet de nombreux films, en particulier de péplums au XXe siècle. Il n'apparaît qu'assez tard au cinéma par rapport à d'autres héros mythologiques, car il n'est presque pas évoqué par le cinéma muet : seul Febo Mari réalise un Hercule (Ercole) en 1918. C'est dans les années 1950 que le péplum italien commence à mettre en scène le héros, avec les films de Pietro Francisci, comme Les Travaux d'Hercule (1958) ou Hercule et la Reine de Lydie (1959). Dans les films de Francisci, Héraclès, évoqué sous son nom romain, Hercule, est incarné par Steve Reeves et est décrit comme le héros par excellence, beau, noble et vertueux. Viennent ensuite les films de Vittorio Cottafavi, La Vengeance d'Hercule (1960) et Hercule à la conquête de l'Atlantide (1961), le second s'orientant nettement vers la science-fiction ; Hercule y est dépeint comme un bon vivant étonnamment pacifique, Cottafavi jouant à subvertir les codes du genre.
Devant le succès du genre et du personnage, Hercule est par la suite utilisé dans les contextes les plus divers : le fantastique avec Hercule contre les vampires de Mario Bava et Franco Prosperi (1961), le film d'aventure pulp avec Hercule contre les Fils du soleil d'Osvaldo Givirami (1964) où Hercule affronte des Incas, la fantasy urbaine avec Hercule à New York (Arthur Allan Seidelman, 1970) où Arnold Schwarzenegger fait ses débuts, et de nombreux autres films. Hercule côtoie parfois l'autre héros musclé du péplum italien, Maciste, comme dans Le Géant de la vallée des rois (C. Campogalliani, 1960). Héraclès intervient également comme personnage secondaire dans les adaptations de la quête des Argonautes, dont la plus fameuse est Jason et les Argonautes de Don Chaffey (1963). En dehors du genre du péplum, le réalisateur allemand Werner Herzog réalise en 1962 un Herakles, l'un de ses tout premiers films, qui a pour sujet six des douze travaux du héros dans un contexte contemporain.
Le cinéma d'animation, de son côté, s'empare très tôt d'Héraclès : Émile Cohl, l'un des pionniers de l'animation française, réalise un dessin animé en papier découpé, Les Douze Travaux d'Hercule, en 1910 : le film montre l'ensemble des douze travaux. Beaucoup plus tard, en 1997, c'est au tour des studios Disney de mettre en scène le héros, avec le long-métrage d'animation Hercule, qui adopte un ton humoristique et un graphisme cartoon.
Après le renouveau du genre du péplum qui suit le succès de Gladiator de Ridley Scott en 2000, Hercule ne tarde pas à revenir sur les écrans. En 2014, deux films américains lui sont consacrés : La Légende d'Hercule de Renny Harlin (avec Kellan Lutz dans le rôle principal) puis Hercule de Brett Ratner (avec Dwayne Johnson dans le rôle-titre).

### Télévision
La première série télévisée consacrée à Héraclès est une série animée américaine, Le Puissant Hercule (The Mighty Hercules), conçue par Adventure Cartoon Productions, diffusée sur la chaîne Syndication de 1963 à 1966. Vient ensuite une série en images réelles, Hercule, créée par Christian Williams et diffusée pour la première fois sur Syndication en 1994 ; conçu au départ comme une suite de cinq téléfilms, le concept est prolongé en une série télévisée qui donne lieu à son tour à plusieurs séries dérivées, dont Xena, la guerrière en 1995. En 1998, sort la série d'animation Disney Hercule.
Héraclès fait aussi l'objet d'une télésuite, Hercule, réalisée par Roger Young en 2005 pour la télévision américaine. En 2016, l'épisode 18 Héraclès, l’homme qui devint dieu de la série Les Grands Mythes est centré sur lui.

### Jeux vidéo
En 1984 paraît Hercules, un jeu vidéo américain de plate-forme développé par Interdisc pour le Commodore 64, dans lequel le joueur incarne Héraclès et doit parcourir douze niveaux parsemés de plates-formes piégées (lire l'article anglais). En 1987, Smart Egg Software réalise The Labours of Hercules, une aventure en mode texte programmée par Terry Taylor dans laquelle le joueur incarne Héraclès et doit accomplir les douze travaux. En juin 1987, le studio japonais Data East réalise Tōjin Makyō-den Heracles no Eikō (La Légende du repaire du démon combattant : la gloire d'Héraclès), un jeu vidéo de rôle pour Famicom. Le jeu connaît plusieurs suites sur différents supports, scénarisées par Kazushige Nojima. En 1988, Gremlin Interactive édite Hercules: Slayer of the Damned, un jeu de beat them all. En 1997, la sortie du long-métrage d'animation Disney donne lieu à un jeu vidéo dérivé, Hercule, édité par Disney Interactive. En 2007, le studio français Neko Entertainment édite Heracles: Chariot Racing, un jeu vidéo de course sur console où le joueur incarne Héraclès participant à des courses de chars dans un univers inspiré de la mythologie grecque. En 2010, le jeu d'action God of War III, met aux prises le héros du jeu, Kratos, avec Héraclès lors d'une séquence de combat.

### Astronomie
En 1935, l'union astronomique internationale a donné le nom d'Hercule à un cratère lunaire.

### Imaginaire collectif
L'imaginaire collectif retient principalement d'Hercule un personnage doté d'une force extrême. La langue française a consacré l'onomastisme nominal hercule, antonomase lexicalisée — transcrite avec une minuscule — qui désigne un homme doté d'une grande force musculaire. De même, l'onomastisme dérivé adjectival herculéen désigne ce qui nécessite une très grande force.

### Aspects sociétaux
Les amours d'Héraclès sont dépeintes comme étant bisexuelles (c'est-à-dire qu'elles concernent des hommes et des femmes), ce qui est un trait largement répandu dans les sociétés grecques antiques. Cet aspect du mythe herculéen a par ailleurs été repris comme un symbole, des journaux LGBT comme des associations bisexuelles se l'appropriant.

#### Sur Héraclès dans l'Antiquité

##### Utilitaires et ouvrages généraux
- (en) Walter Burkert (trad. John Raffan), Greek Religion [« Griechische Religion des archaischen und klassichen Epoche »], Oxford, Blackwell, 1985 (éd. orig. 1977) (ISBN 978-0-631-15624-6), p. 208-211.
- (en) Timothy Gantz, Early Greek Myth, Johns Hopkins University Press, 1993 [détail de l’édition], tome I, p. 374-466.
- Pierre Grimal, Dictionnaire de la mythologie grecque et romaine, Paris, Presses universitaires de France, coll. « Grands dictionnaires », 1999 (1re éd. 1951) (ISBN 2-13-050359-4) à l'article « Héraclès », p. 187-203.
- M. C. Howatson (dir.), Dictionnaire de l'Antiquité, Robert Laffont, 1993 (première édition : Oxford, 1989).
- Yves Bonnefoy (dir.), Dictionnaire des mythologies et des religions des sociétés traditionnelles et du monde antique, Flammarion, 1999, 2 vol. (article « Héraclès » par Nicole Loraux, vol.1, p. 944-955).

##### Études du mythe d'Héraclès
- Corinne Bonnet, Colette Jourdain-Annequin (eds.), IIe Rencontre héracléenne : Héraclès, les femmes et le féminin. Actes du Colloque de Grenoble, Université des Sciences sociales (Grenoble II), 22-23 octobre 1992, Bruxelles, Institut historique belge de Rome, 1996.
- Corinne Bonnet, Colette Jourdain-Annequin, Vinciane Pirenne-Delforge (éds), Le Bestiaire d’Héraclès. IIIe Rencontre héracléenne, Kernos, supplément no 7, 1998.
- P. Devambez et Robert Flacelière, Héraclès. Images et récits, Paris, 1966.
- C. Jourdain-Annequin, « Héraclès en Occident. Mythe et histoire », dans Dialogue d'Histoire ancienne no 8 (1982), p. 227-282 [lire en ligne].
- (en) David A. Leeming, Mythology: The Voyage of the Hero, Oxford University Press, 1998.
- Carole Sédillot, La Quête du soi : les douze travaux d'Hercule, Dervy, 2007.
- Bernard Sergent, Homosexualité et initiation chez les peuples indo-européens, partie I : L'Homosexualité dans la mythologie grecque, Payot, Paris, 1996 (1re édition 1984)  (ISBN 2-228-89052-9), p. 167-201.
- Marcel Simon, Hercule et christianisme, Strasbourg, Publications de la Faculté des lettres de l'université de Strasbourg, 1955.

#### Sur la postérité du mythe d'Héraclès
- Claude Aziza, Guide de l'Antiquité imaginaire. Roman, cinéma, bande dessinée, Paris, Belles Lettres, 2008.
- (en) Alastair J.L. Blanshard (dir.) et Emma Stafford (dir.), The Modern Hercules : Images of the Hero from the Nineteenth to the Early Twenty-First Century, Leyde, Brill, coll. « Metaforms. Studies in the Reception of Classical Antiquity », 2020, XXVI-672 p. (ISBN 978-90-04-44000-5, DOI 10.1163/9789004440067, présentation en ligne).
- Ariane Eissen, Les Mythes grecs, Belin, 1993 (édition consultée : réédition Belin collection poche).
- (en) C. K. Galinski, The Herakles Theme. The Adaptations of the Hero in Literature from Homer to the Twentieth Century, Oxford, 1972.
- Lucia Impelluso, Dieux et héros de l'Antiquité, Hazan, coll. « Guide des arts », 2003, p. 105-121.
- M.-R. Jung, Hercule dans la littérature française du XVIe siècle, Genève, 1966.